# Fauna van Madagaskar

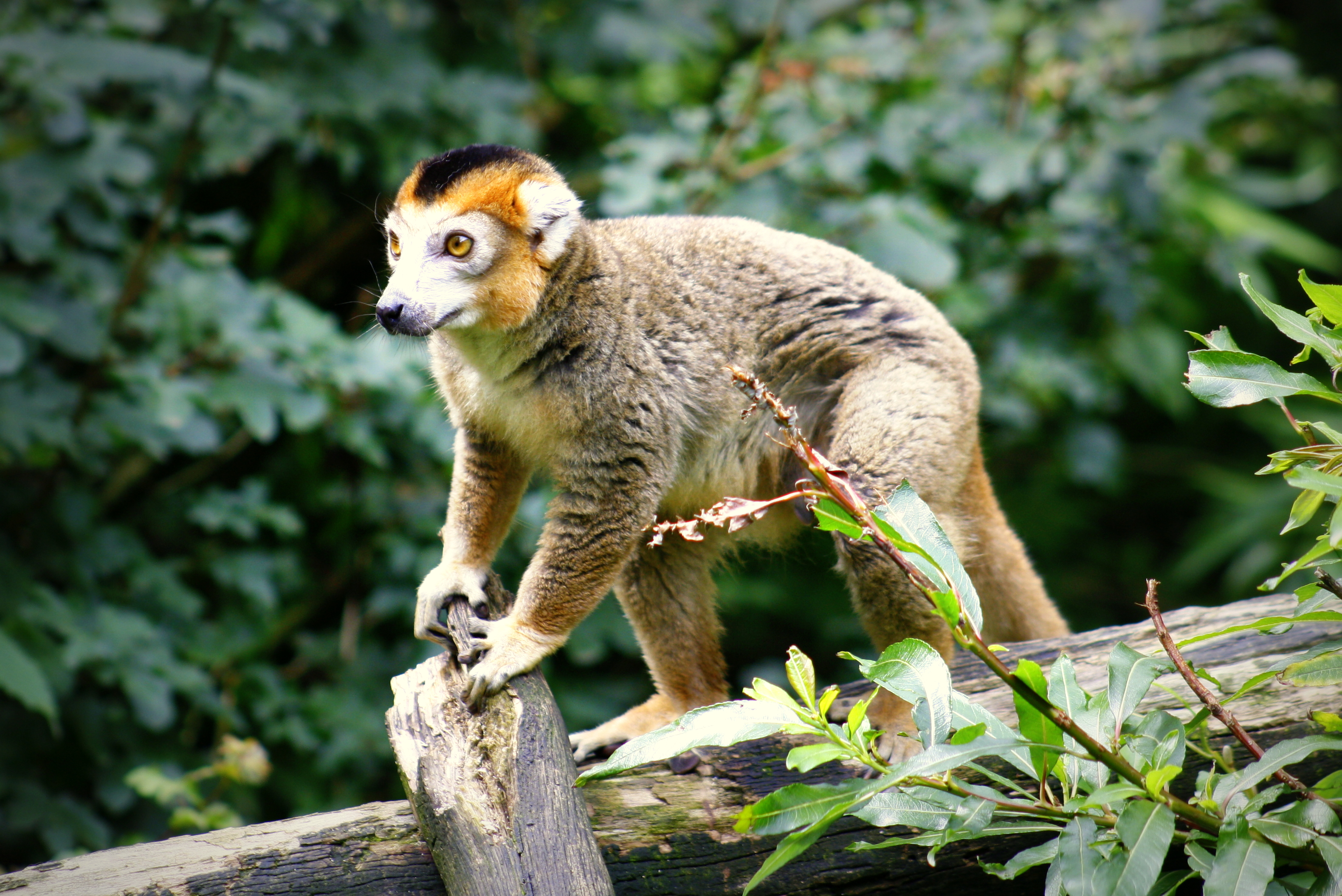
De kroonmaki behoort tot Madagaskars endemische infraorde van de lemuren (Lemuriformes).

De fauna van Madagaskar is, dankzij de geïsoleerde ligging van het eiland, uniek door zijn grote biodiversiteit en het grote aantal endemische diersoorten. Veel diergroepen komen nergens anders in de wereld voor. Hiertoe behoren onder andere de lemuren en tenreks (zoogdieren), de vanga's (vogels), de Madagaskardaggekko's en Madagaskarleguanen (reptielen) en de gouden kikkers (amfibieën).

## Geschiedenis

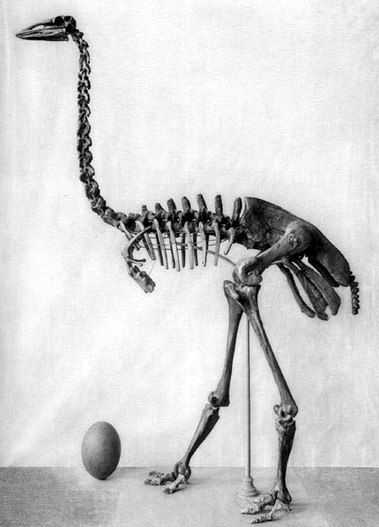
De olifantsvogel

Volgens geleerden brak 135 miljoen jaar geleden de landmassa van het huidige Madagaskar, de Seychellen, Antarctica en India af van het supercontinent Gondwana. Vervolgens brak ongeveer 88 miljoen jaar geleden Madagaskar af van India. In al die tijd is Madagaskar dicht bij de kust van Afrika gekomen, maar bleef geïsoleerd. Hierdoor is het overgrote deel van de fauna van Madagaskar endemisch. Sommige superfamilies en zelfs infraordes zijn nergens anders op Aarde te vinden.
Voor de komst van de eerste immigranten tussen de 1e en de 3e eeuw was Madagaskar vrijwel geheel bedekt met regenwouden. In deze regenwouden leefden ook veel enorme lemuren, behorend tot de megafauna. Volgens sommige onderzoekers hebben veel diersoorten zich op Madagaskar ontwikkeld vanuit dieren die vanuit het vasteland van Afrika op Madagaskar kwamen, nadat het eiland zich van Gondwana had afgesplitst en de kust van Afrika was genaderd. Dit zijn de lemuren, de tenreks, de Madagaskarcivetkatten, de onderfamilie Nesomyinae en het uitgestorven geslacht Plesiorycteropus. Andere diersoorten die vanuit Afrika op Madagaskar koloniseerden waren vleermuizen en nijlpaardsoorten.
De eerste Malagassiërs cultiveerden grote gebieden, eerst in de centrale hooglanden en vervolgens ook in de kuststreken. Door verlies van leefgebied en mogelijk ook de jacht, stierven veel diersoorten uit, waaronder ook de tot de megafauna behorende dieren, zoals de olifantsvogel. Rond 1985 groeide de belangstelling voor de fauna van Madagaskar. Sindsdien is er vooral veel onderzoek verricht naar de lemuren.

## Zoogdieren
De lemuren zijn de bekendste zoogdieren van Madagaskar en vormen een van de voornaamste attracties voor toeristen. Ze behoren tot de enige infraorde van primaten die in één land endemisch is en andere primaten komen in de fauna van Madagaskar niet voor. Hierdoor hebben ze weinig concurrentie wanneer ze op zoek zijn naar voedsel. Binnen de orde van de maki's bestaat er een grote verscheidenheid aan soorten: er zijn ongeveer 100 soorten bekend, maar biologen geloven dat er nog veel onontdekt zijn. Nachtactieve maki's zijn meestal klein van formaat. Dit zijn de dwergmaki's, vingerdieren en wezelmaki's. De meeste maki's zijn omnivoren, maar sommige maki's als de zijdesifaka eten uitsluitend plantaardig voedsel.
Een andere karakteristieke groep dieren op Madagaskar behoort tot de familie van de tenreks. Op drie soorten na zijn alle tenreksoorten alleen op dit eiland te vinden. Ook binnen de familie van de tenreks bestaat een grote verscheidenheid. De grote egeltenrek en de kleine egeltenrek bijvoorbeeld lijken op egels, spitsmuistenreks lijken op spitsmuizen, tenreks uit het geslacht Oryzorictes lijken op mollen en de watertenrek lijkt op een otter. In totaal zijn er tien geslachten met 31 bekende soorten.
Slechts een paar inheemse zoogdiersoorten van Madagaskar zijn carnivoren. Zij behoren allen tot de familie Madagaskarcivetkatten. De fretkat is de met zijn gewicht van 20 kilogram de grootste soort en jaagt voornamelijk in bomen op maki's. Andere Madagaskarcivetkatten jagen voornamelijk op de grond op kikkers, knaagdieren en ongewervelde dieren.
Veel vleermuizen hebben in de loop der eeuwen het eiland Madagaskar bereikt. Ongeveer een derde van de ontdekte vleermuissoorten zijn endemisch op het eiland.
Er zijn relatief weinig knaagdieren op Madagaskar: slechts 25 bekende soorten uit de familie Nesomyidae. Desondanks kennen ze een grote verscheidenheid; sommigen lijken op woelmuizen, andere op konijnen. Het bekendste knaagdier uit de familie is de endemische Madagaskarreuzenrat.

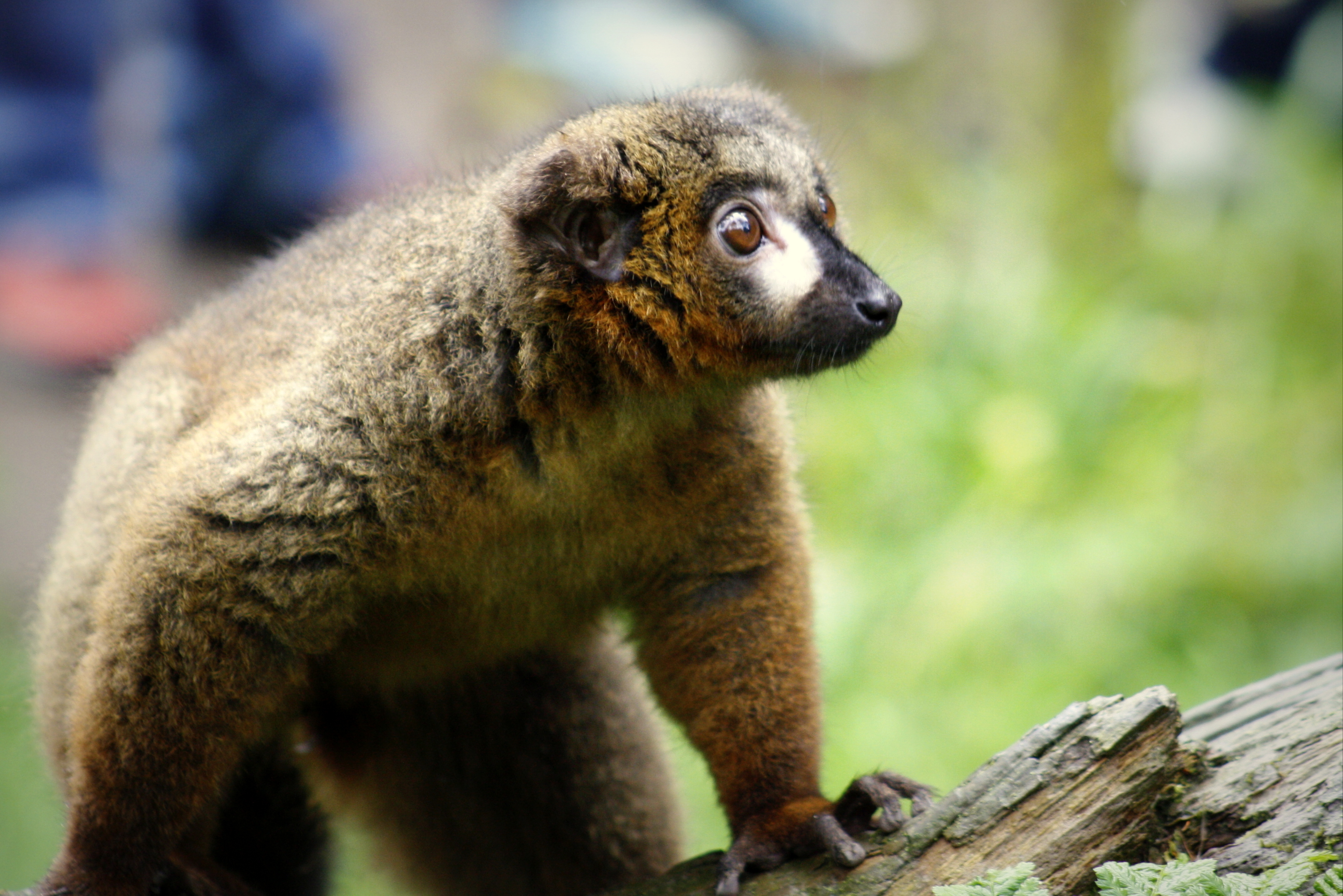
De roodbuikmaki leeft in regenwouden tot wel 2400 meter boven de zeespiegel.
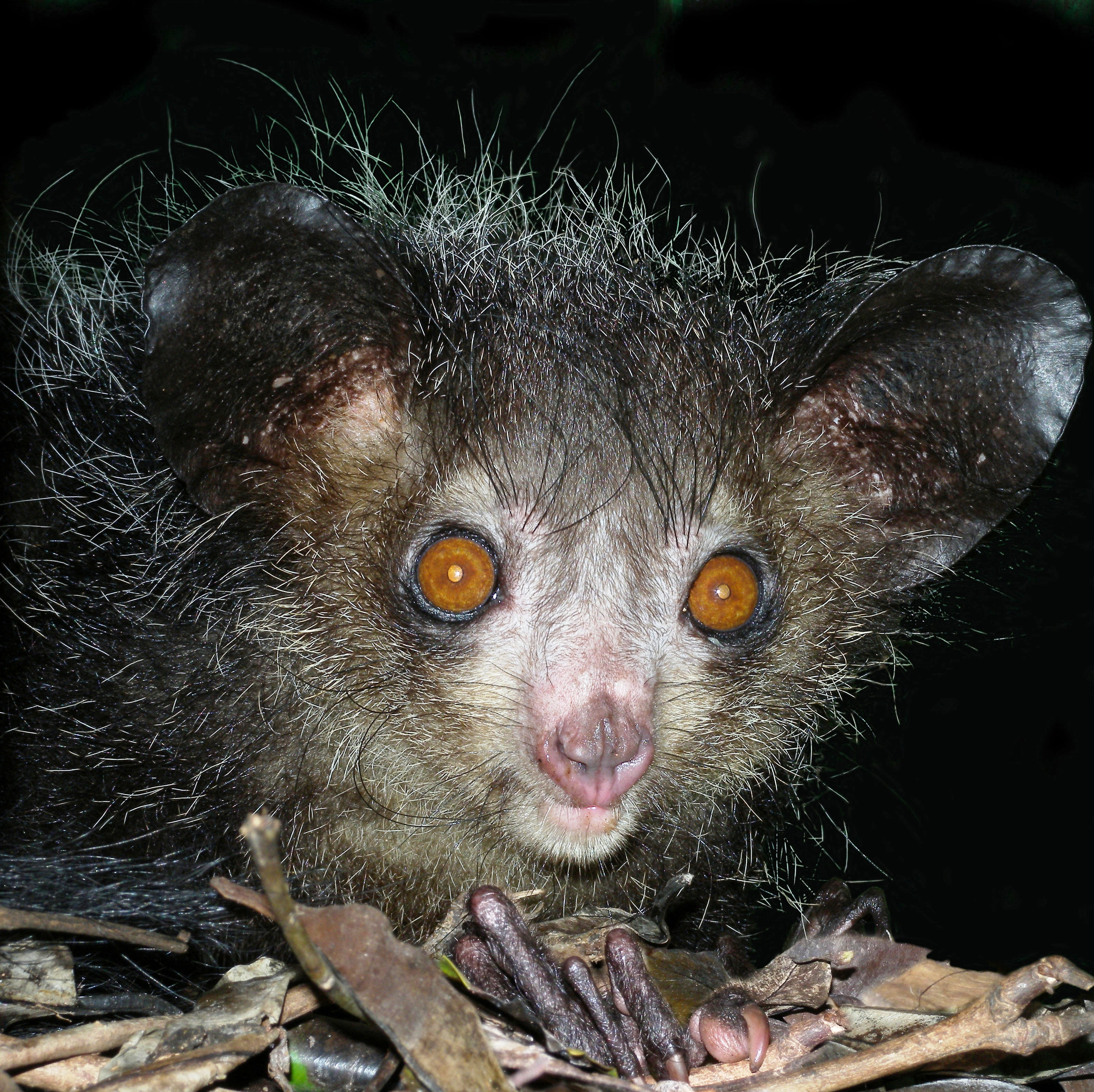
De aye-aye is de enig overgebleven soort van de vingerdieren.
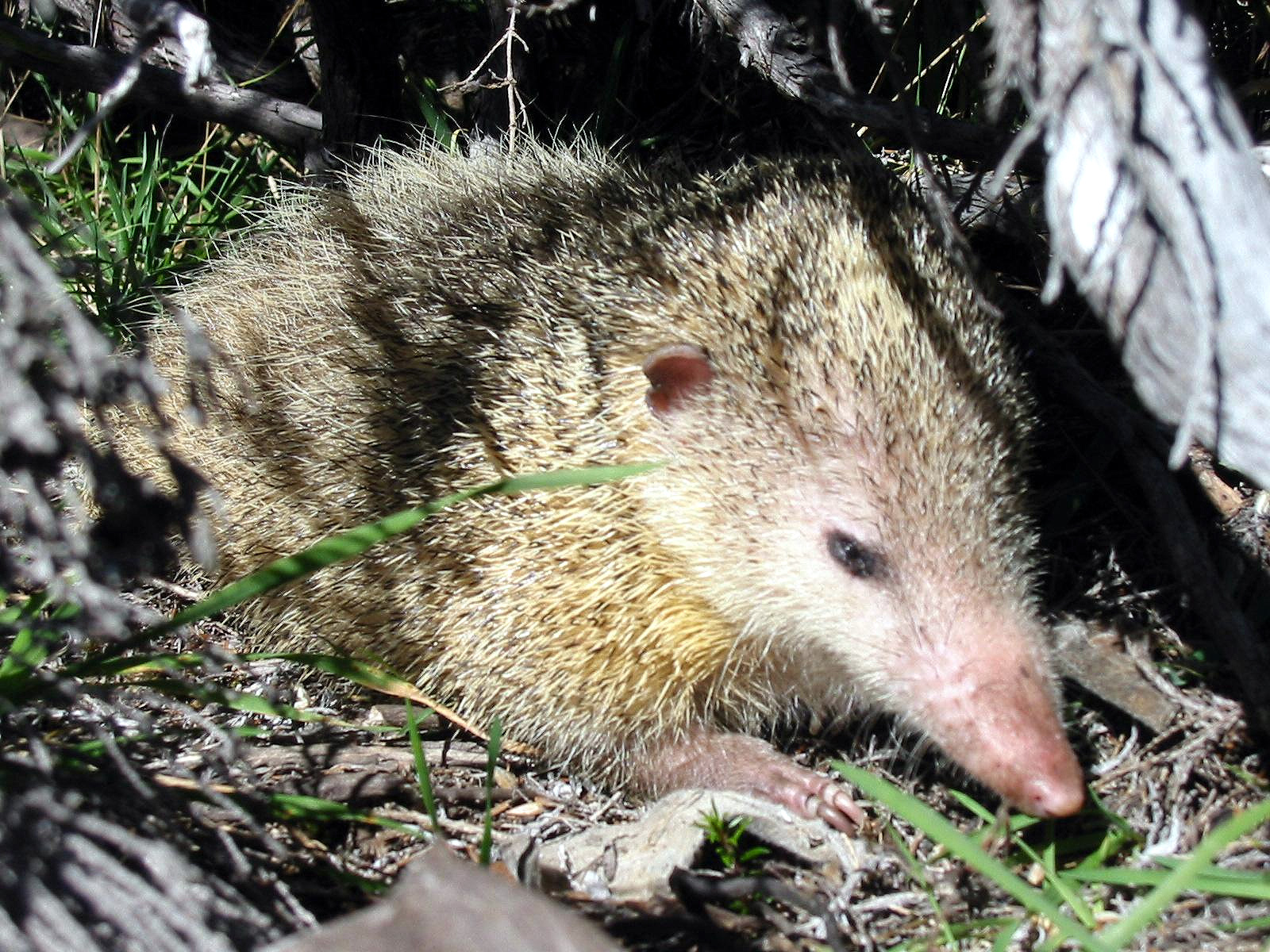
De gewone tenrek is de grootste in de familie van de tenreks.
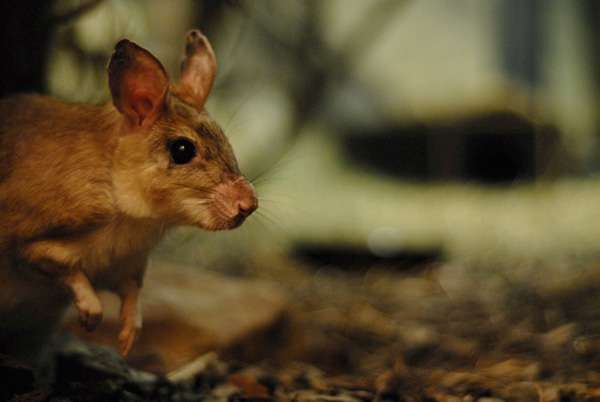
De Madagaskarreuzenrat
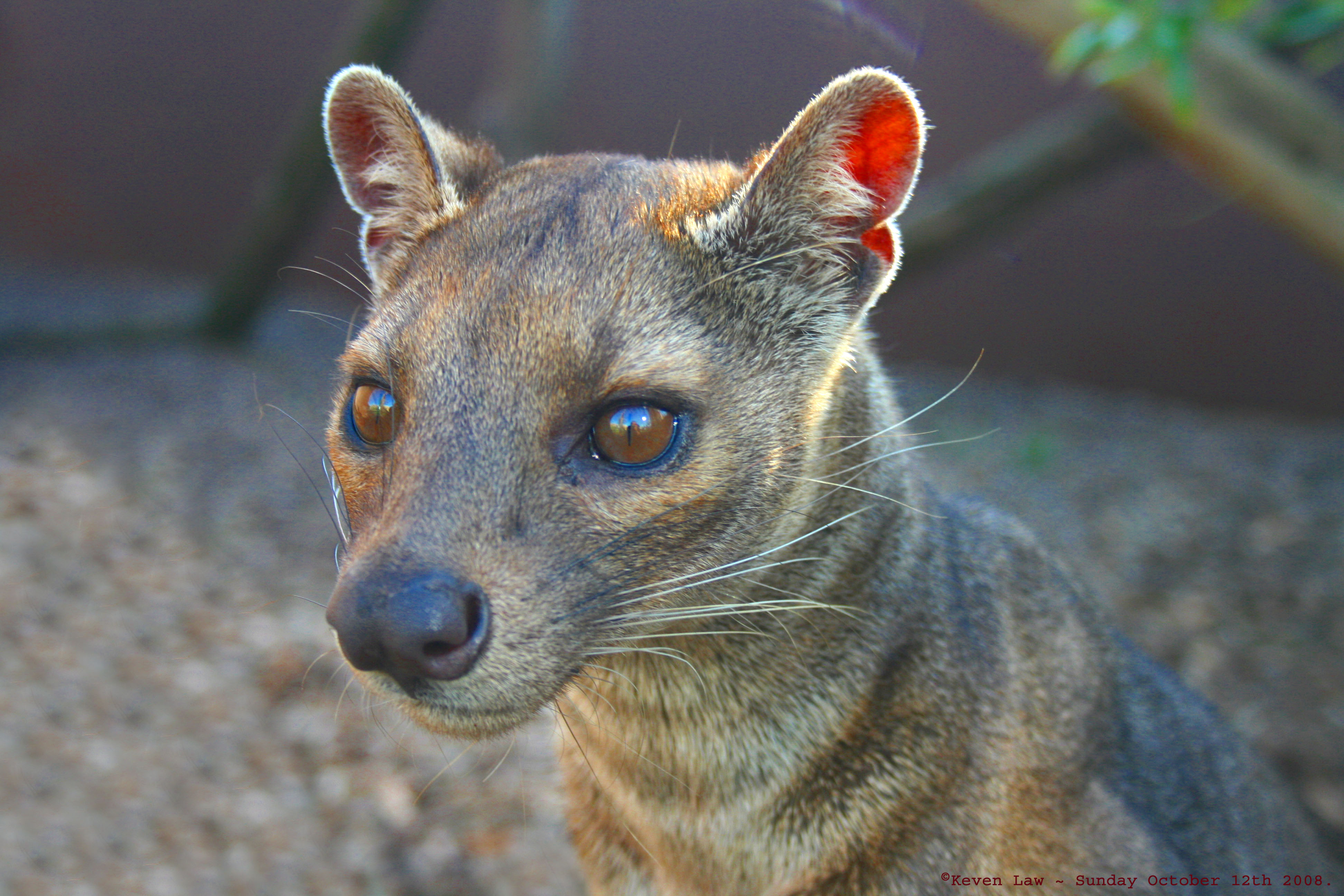
De fretkat (ook bekend als de fossa) lijkt op een grote kat, maar heeft meer verwantschap met de mangoesten.
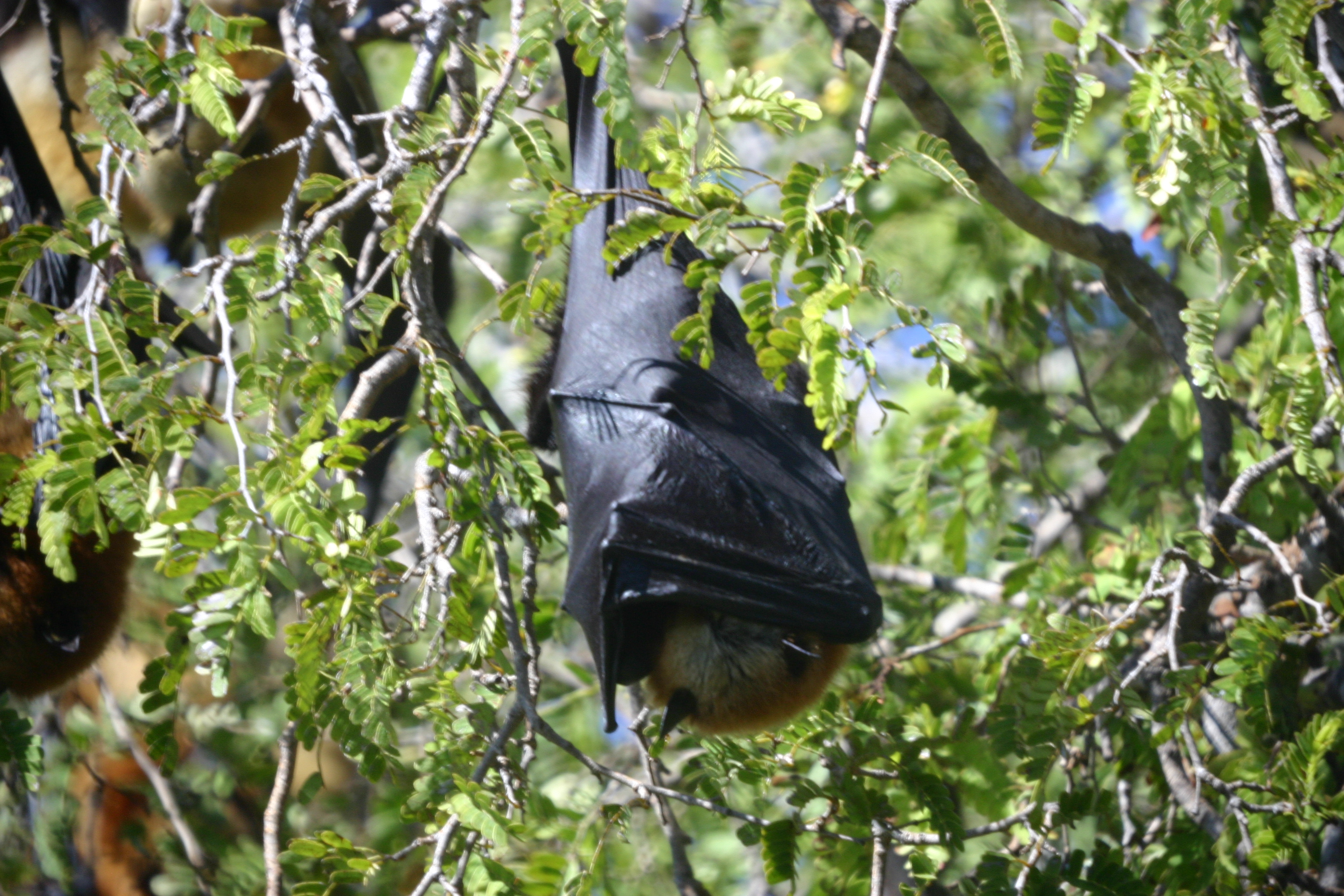
De rode vleerhond is de grootste vleermuissoort van Madagaskar.

### Uitgestorven zoogdieren
Door ontbossing en de overbejaging zijn een groot aantal zoogdieren uitgestorven. Dit zijn onder andere Cryptoprocta spelea (een Madagaskarcivetkat) en de lemuren Palaeopropithecus, Pachylemur, Archaeoindris fontoynonti, Megaladapis en het reuzenvingerdier (Daubentonia robusta).

## Vogels
Er zijn ongeveer 280 soorten vogels op Madagaskar, waarvan ongeveer 200 soorten broedvogels zijn. Voor een groot eiland als Madagaskar is dit niet veel. Aan de andere kant zijn ruim honderd van deze soorten endemisch, de helft hiervan regio-endemisch. Vijf vogelfamilies komen nergens anders buiten Madagaskar en de nabij gelegen eilandengroep van de Comoren voor, namelijk de steltrallen, de grondscharrelaars, de koerollen, de asities en de vanga's. Op het eiland leven slechts vijf soorten exoten.

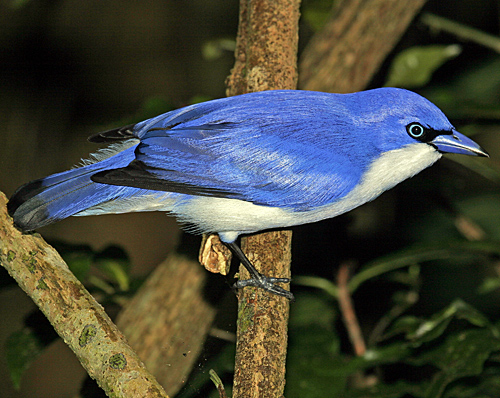
De vanga's vormen bijna een endemische familie op Madagaskar; alleen de blauwe vanga komt ook voor op de Comoren.
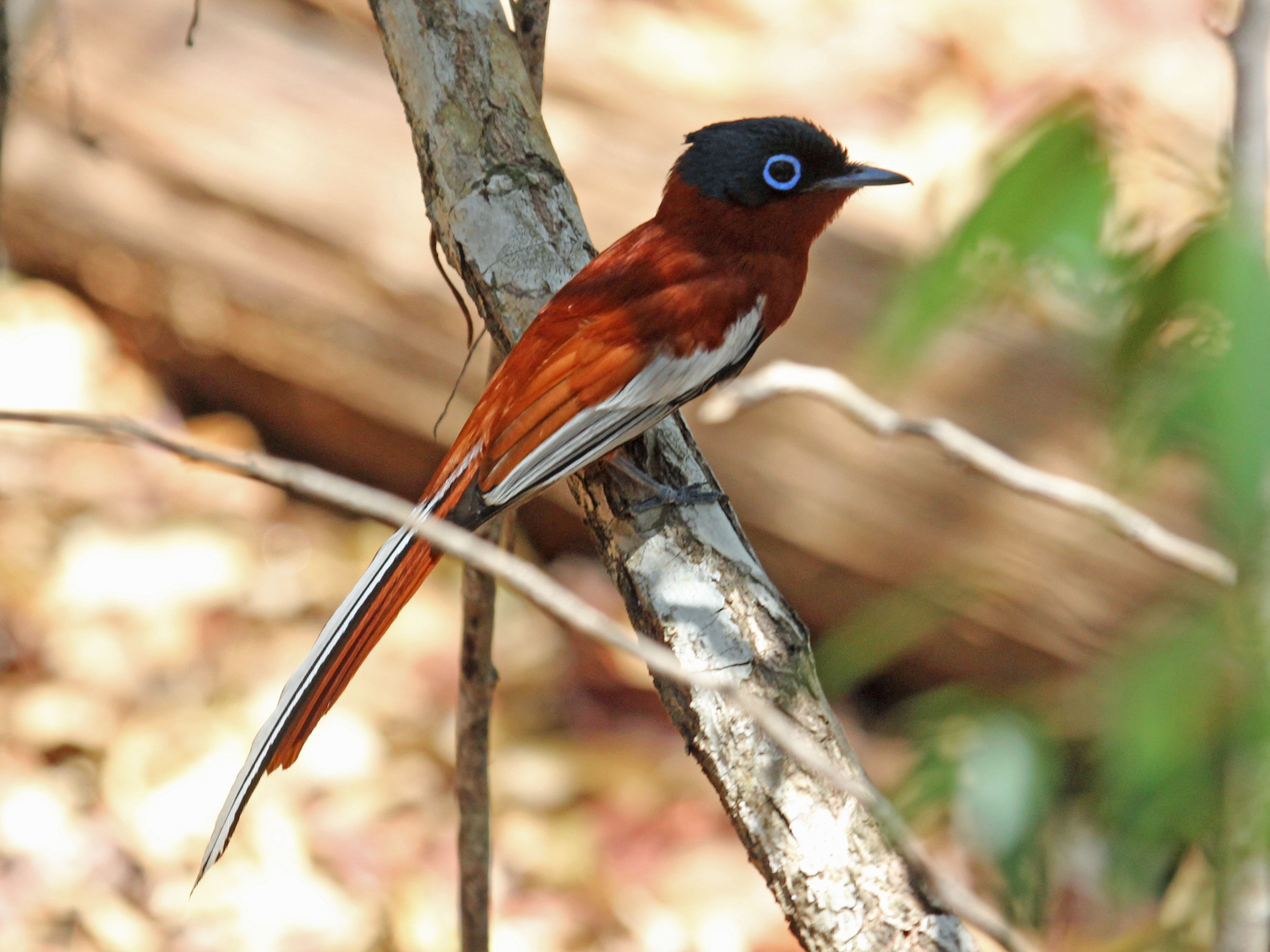
Madagaskarparadijsmonarch
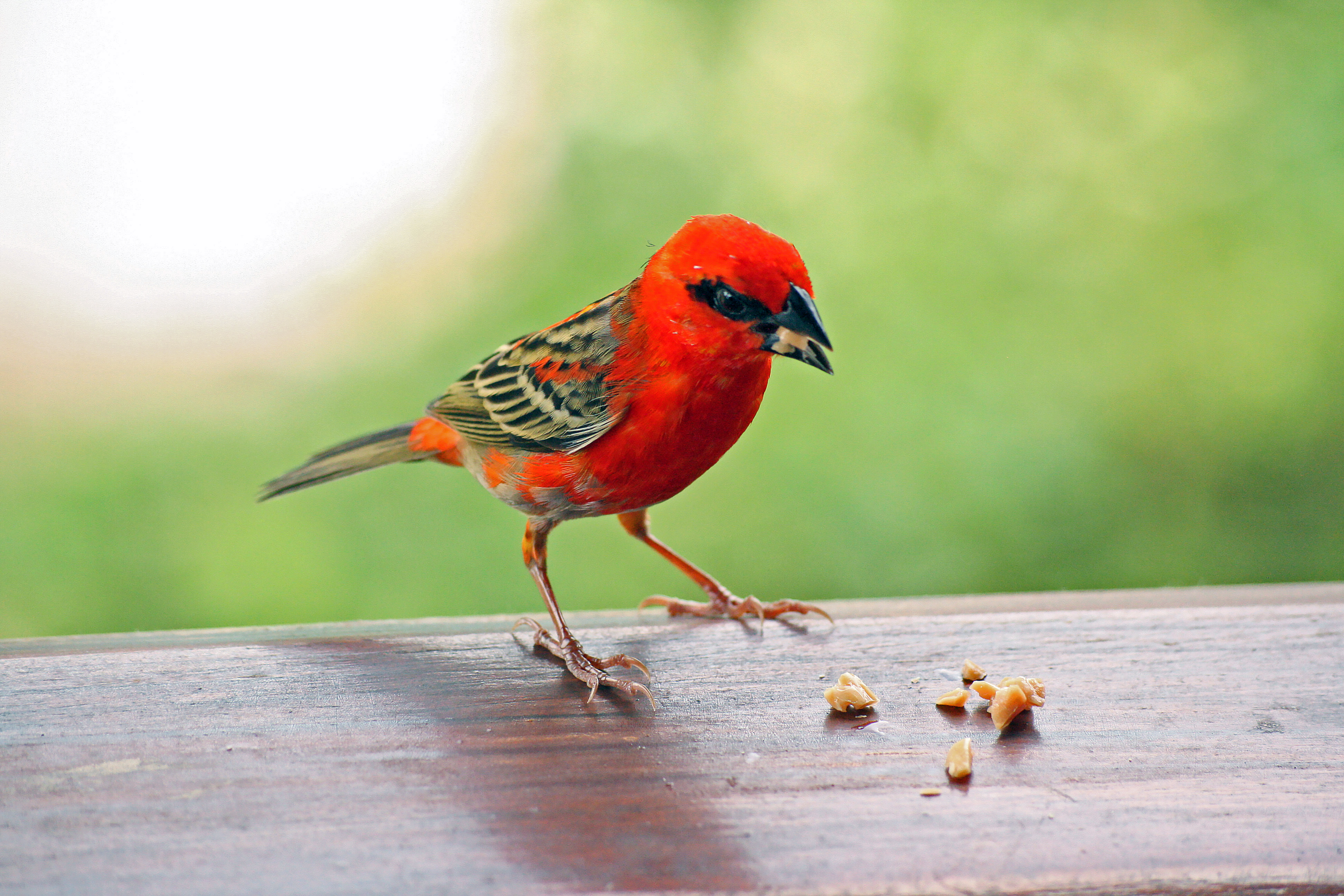
De endemische Madagaskarwever komt over het hele eiland in grote aantallen voor, zelfs in de grote steden.
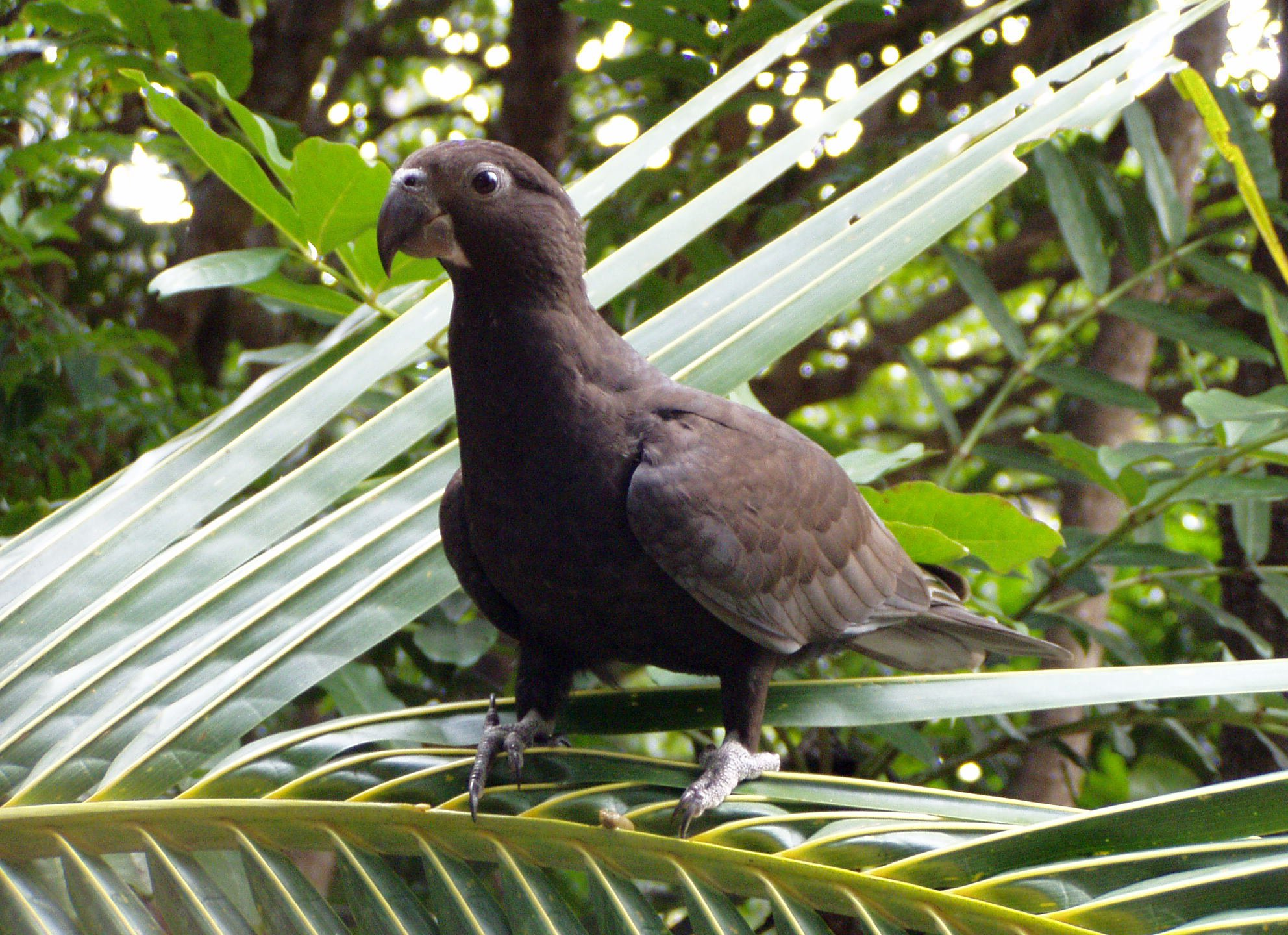
Grote vasa-papegaai
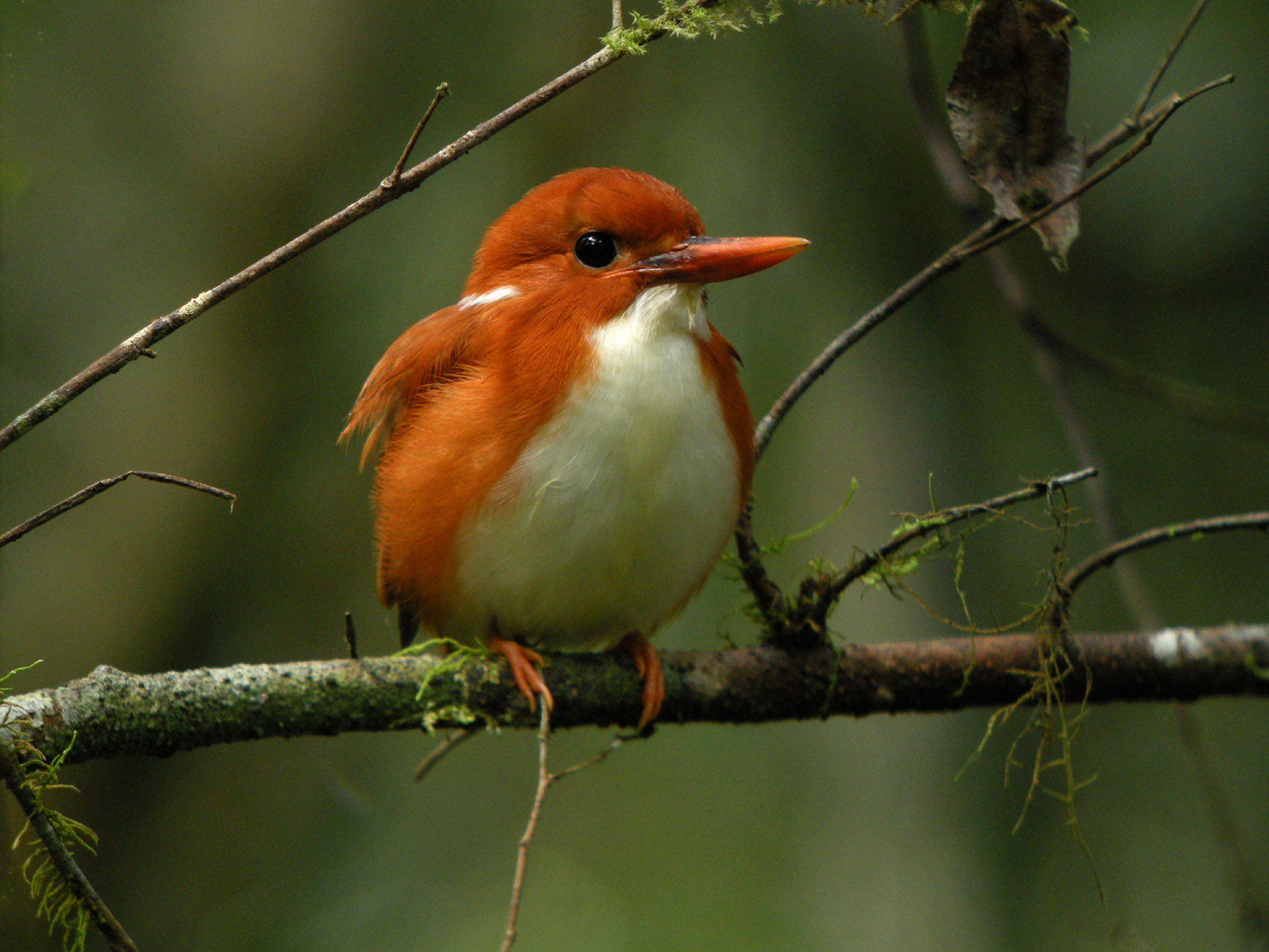
Madagaskardwergijsvogel
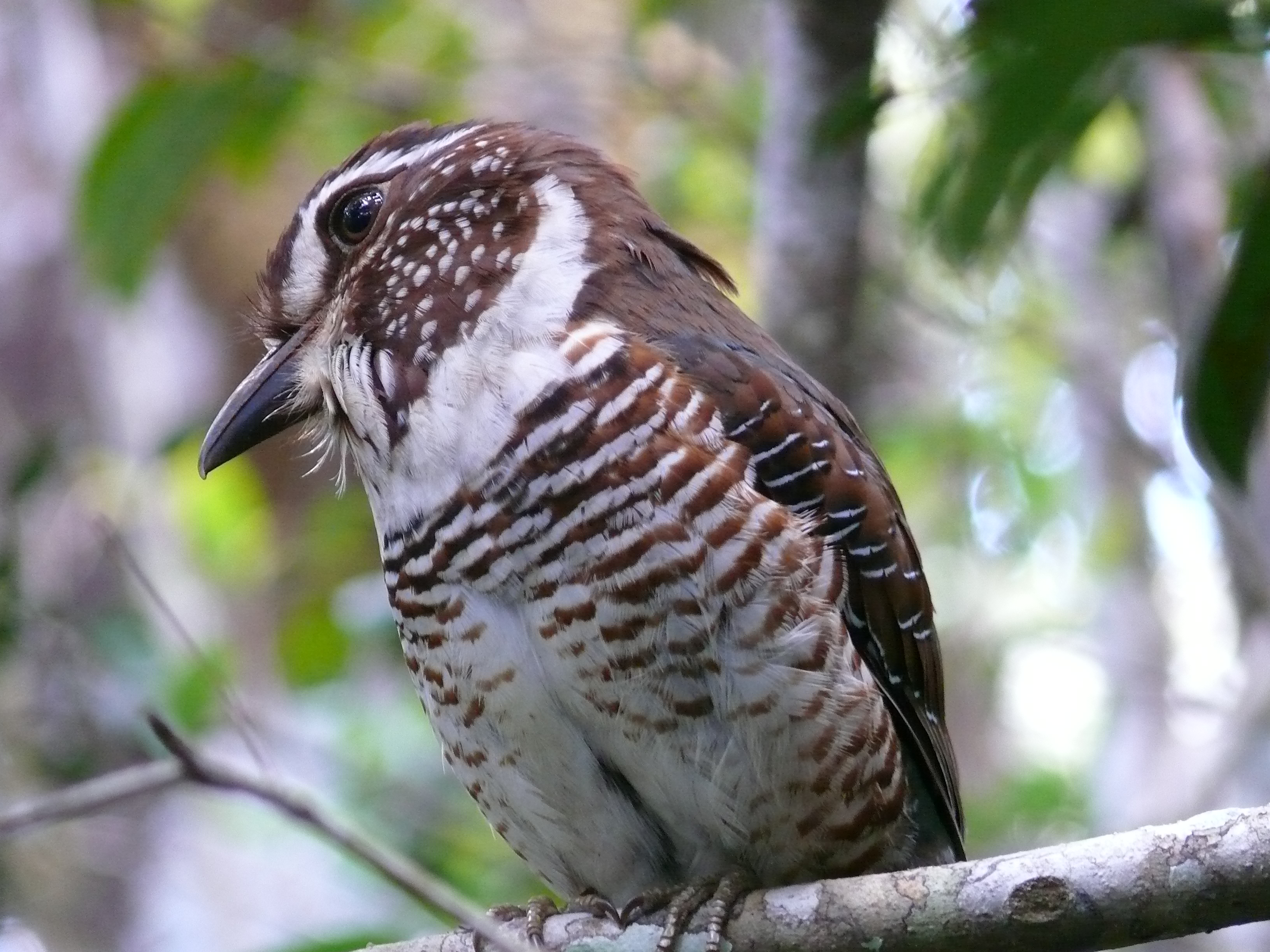
Gebandeerde grondscharrelaar

## Reptielen
Voor zover bekend leven in Madagaskar ruim 400 soorten reptielen, waarvan ruim 90% endemisch. Desondanks zijn er relatief weinig verschillende families vertegenwoordigd op het eiland.
De bekendste hagedissen van Madagaskar zijn de kameleons; twee derde van alle kameleonsoorten zijn hier te vinden. Naast de kameleons zijn gekko's en skinken de best vertegenwoordigde hagedissen. Andere hagedissen op Madagaskar zijn de endemische madagaskarleguanen en de schildhagedissen. Er komt slechts een agame voor op het eiland: de kolonistenagame.
Meer dan 80 soorten slangen van de familie Lamprophiidae komen voor op Madagaskar, 14 soorten wormslangen en vier soorten boa's. Geen van deze slangen zijn gevaarlijk voor de mens.
Op het land leven zeven verschillende landschildpadden, die vrijwel allemaal endemisch zijn. In de rivieren en langs de kust komen verder lederschildpadden, scheenplaatschildpadden, zeeschildpadden en schildpadden van de familie Podocnemididae voor.
Madagaskar telt één krokodillensoort: de nijlkrokodil. Wegens de jacht wordt deze krokodil steeds zeldzamer op het eiland.

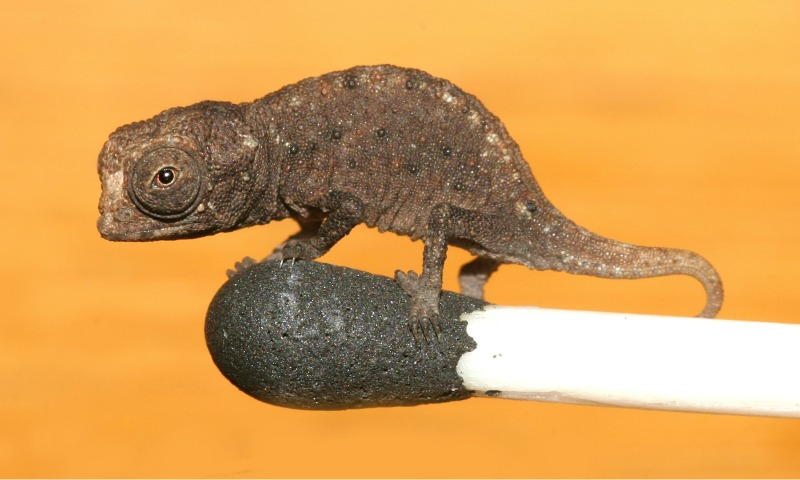
De kameleon Brookesia micra is een van de kleinst bekende reptielen ter wereld.
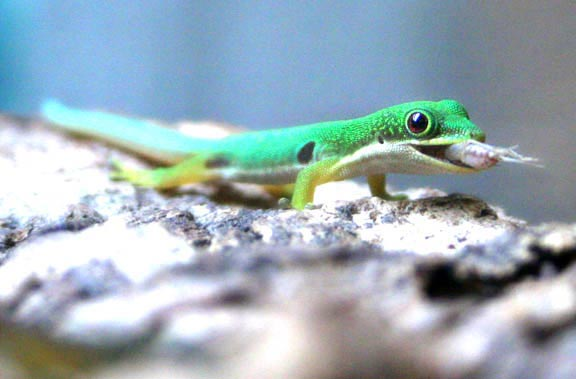
Pauwoogdaggekko
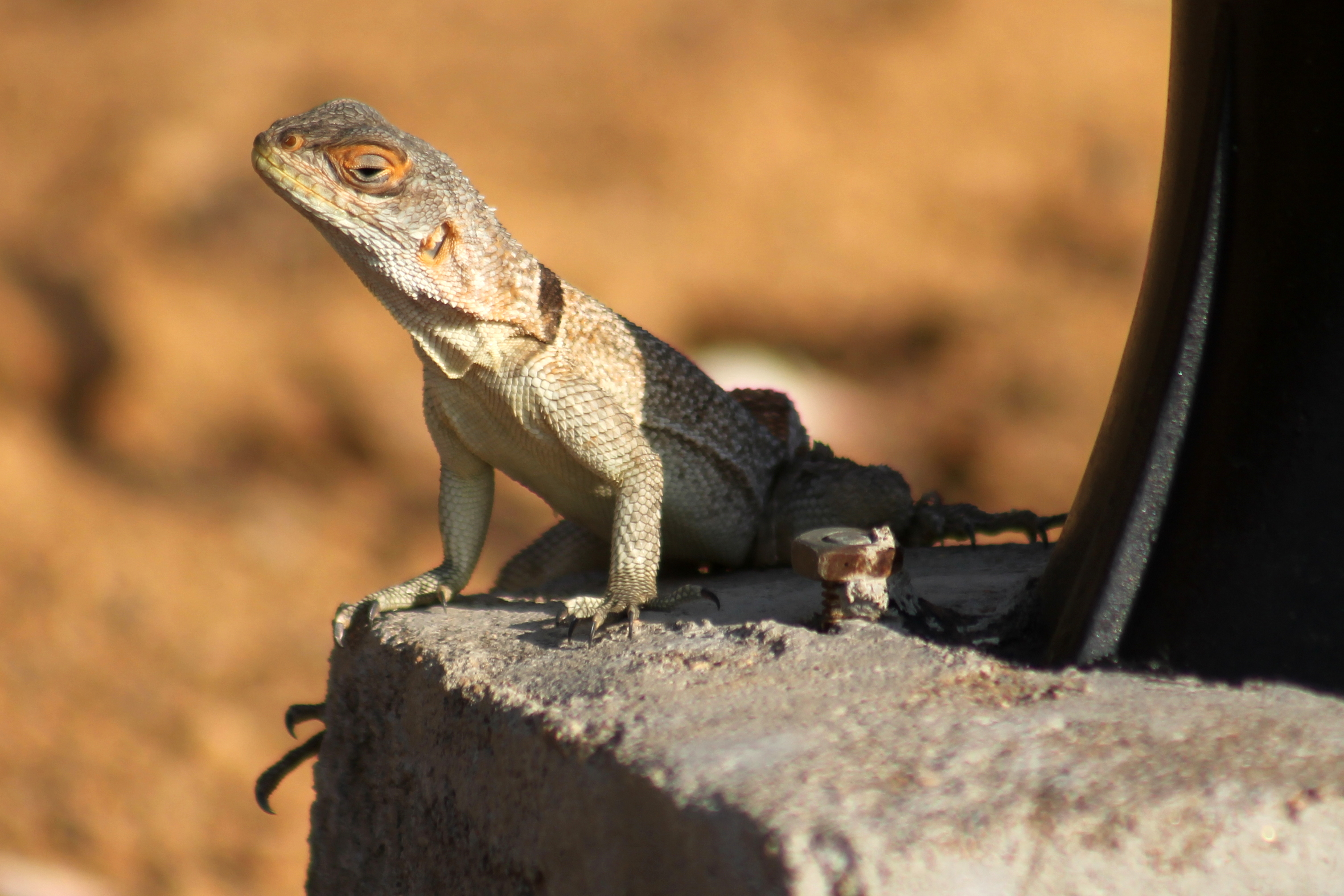
Madagaskar-halsbandleguaan
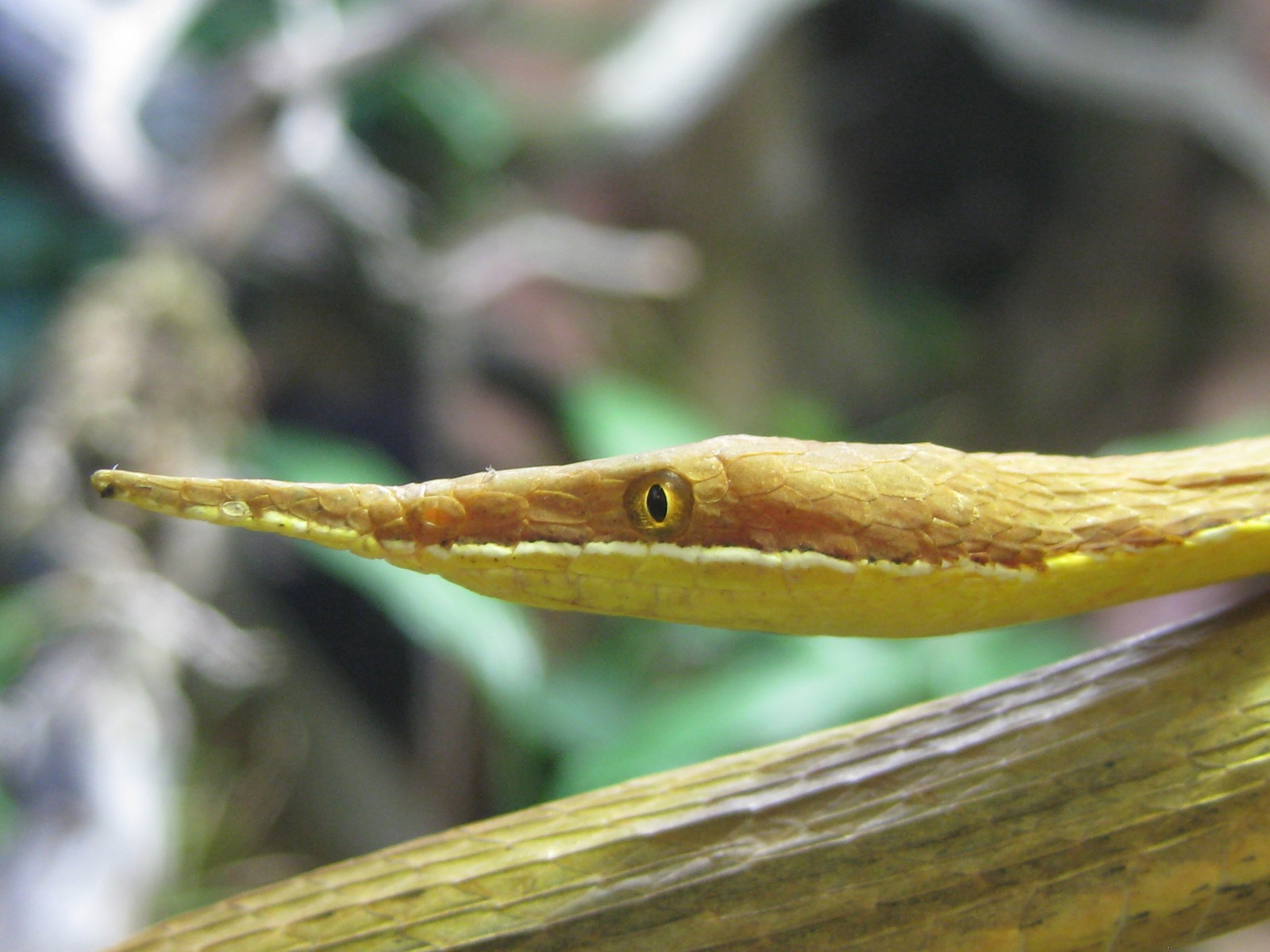
Madagaskarbladneusslang
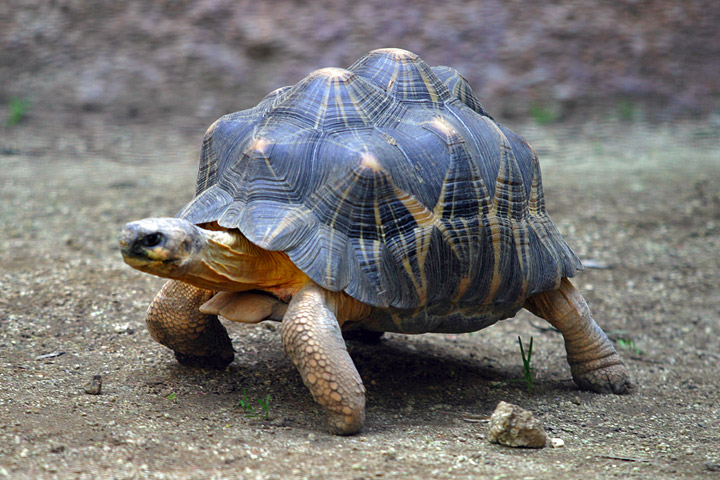
Madagaskarschildpad
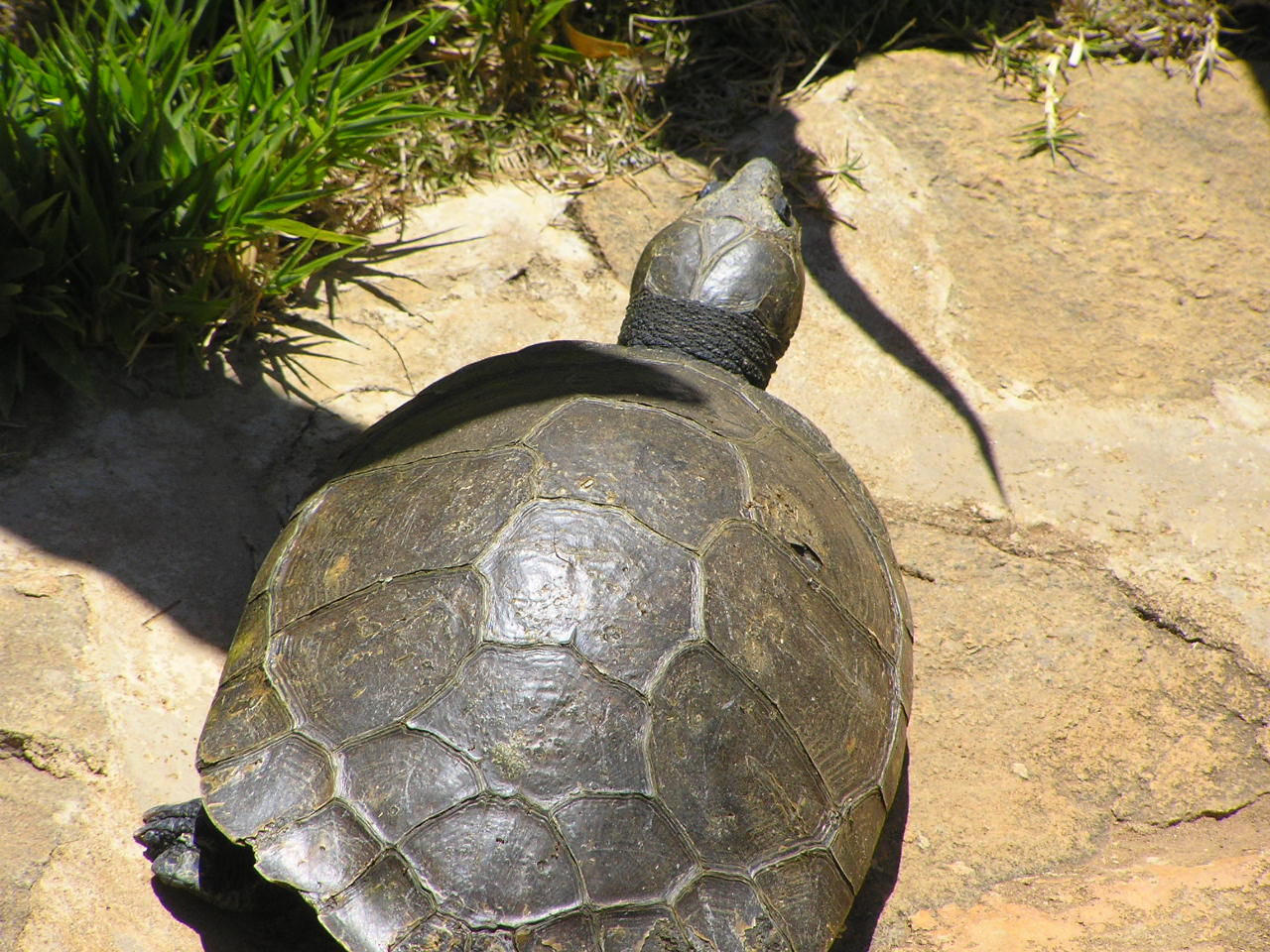
Madagaskarscheenplaatschildpad

## Amfibieën
Er zijn ongeveer 290 soorten amfibieën op Madagaskar. Het is typisch dat dit allemaal kikkers zijn, andere amfibieën komen op Madagaskar niet voor. De kikkers zijn op twee soorten na allemaal endemisch en bevinden zich voornamelijk in oerbossen. De gouden kikkers (Mantellidae) zijn een familie die uitsluitend in Madagaskar en het nabijgelegen eiland Mayotte voorkomen.

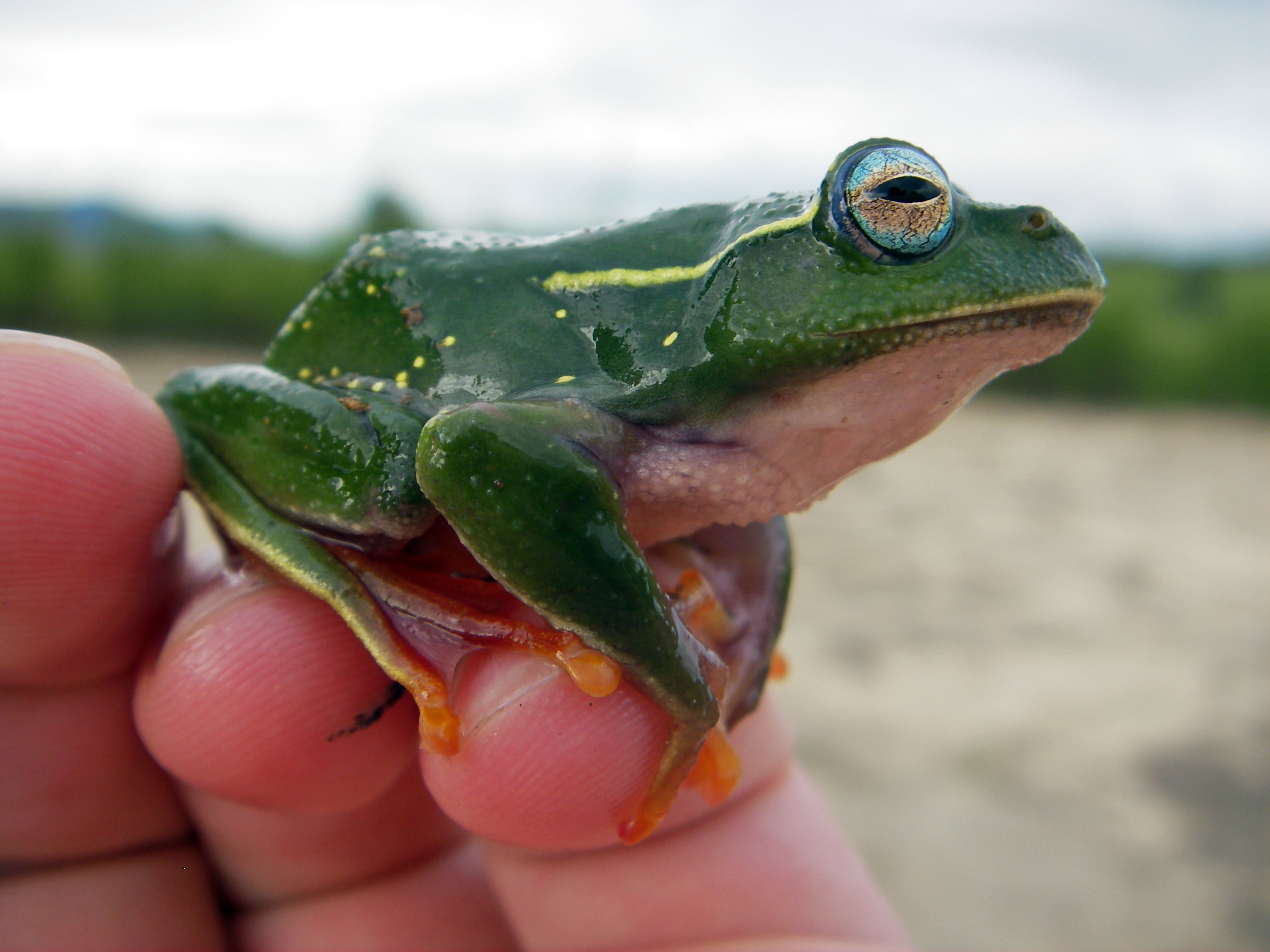
Boophis occidentalis
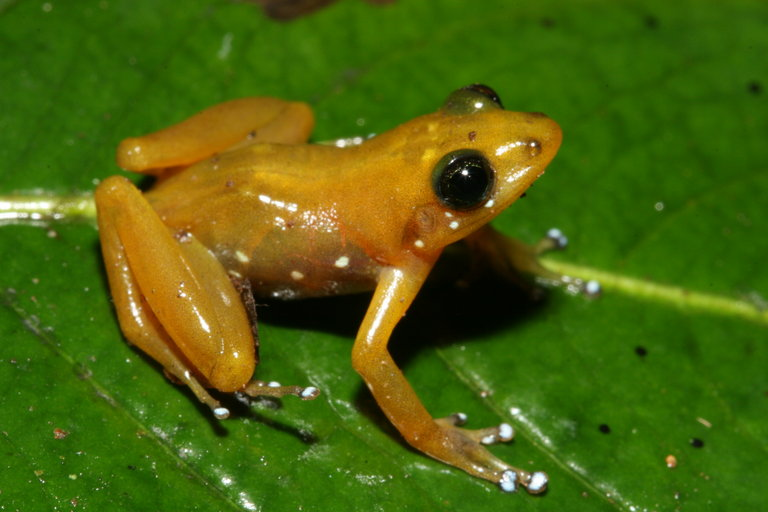
Blommersia angolafa
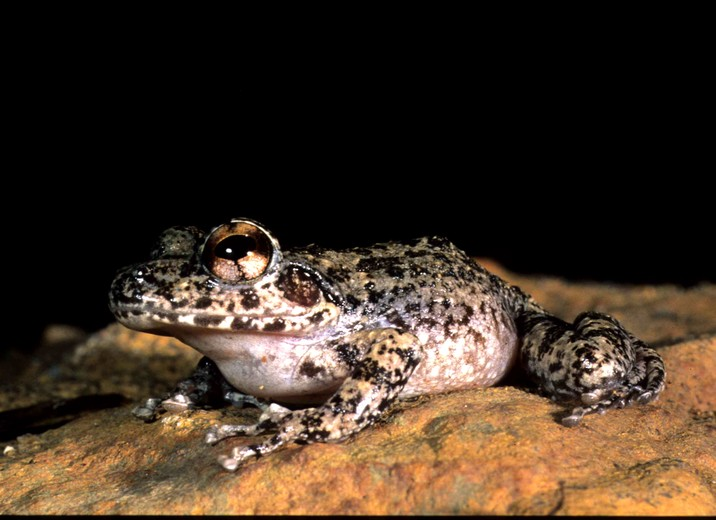
Gephyromantis corvus
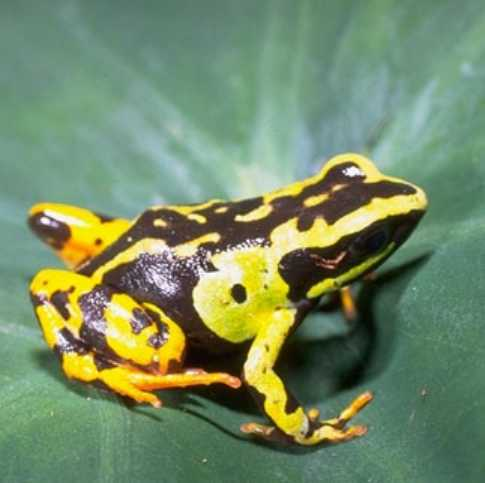
Mantella madagascariensis
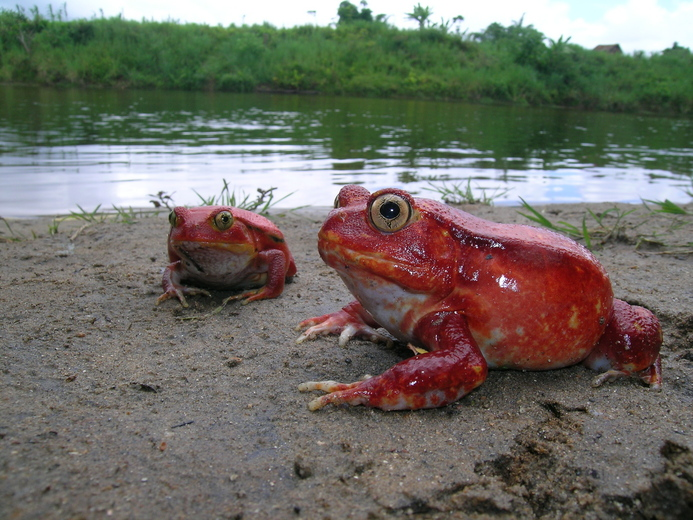
Tomaatkikkers (Dyscophus antongilii)

## Vissen
Sommige vissen in Madagaskar behoren tot de meest bedreigde vissen op aarde. Er zijn 101 endemische soorten bekend, waaronder hele families, zoals de bedotia's. Veel van deze soorten worden bedreigd door rijstbouw en ontbossing.

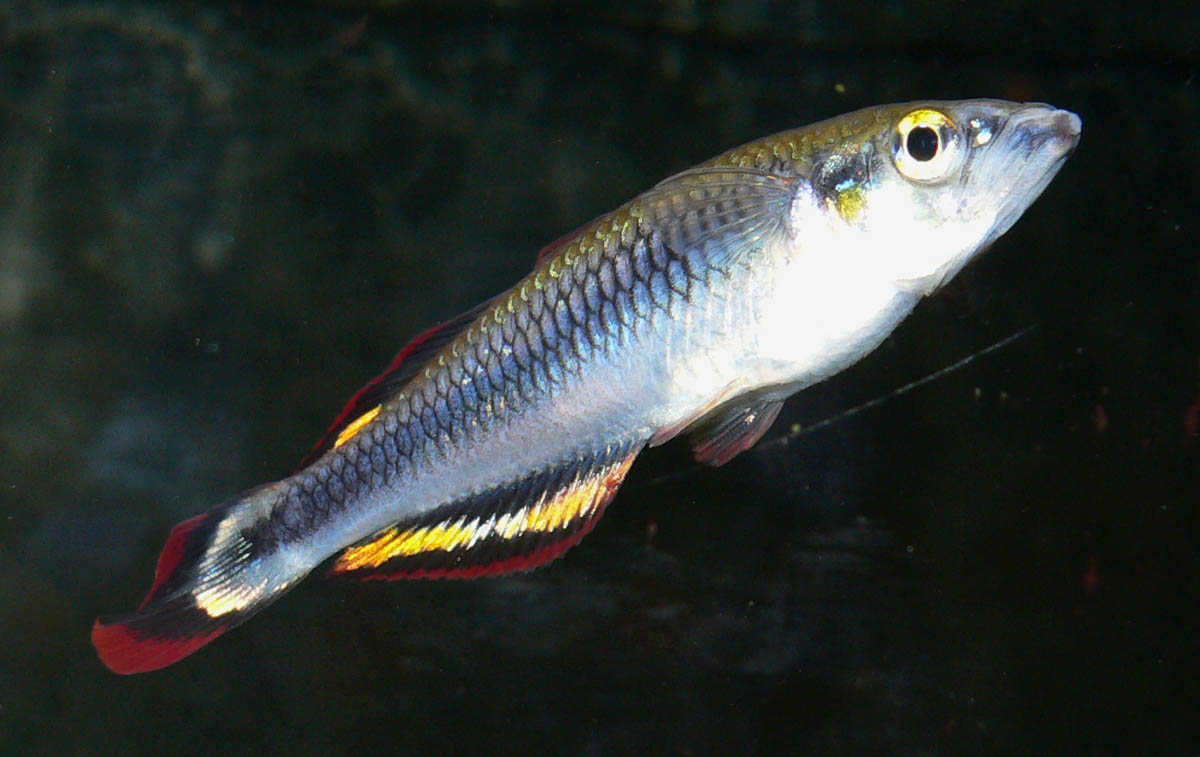
Bedotia geayi
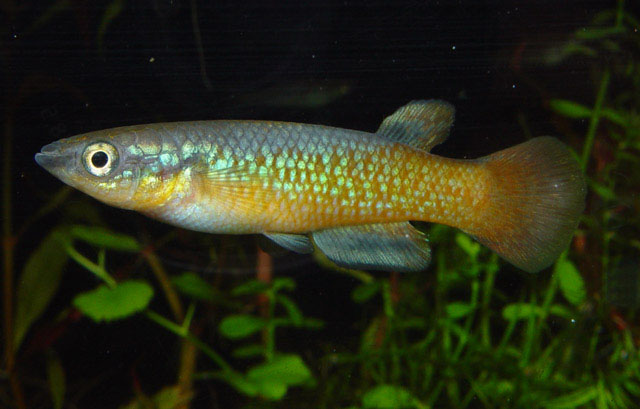
Pachypanchax sakaramyi
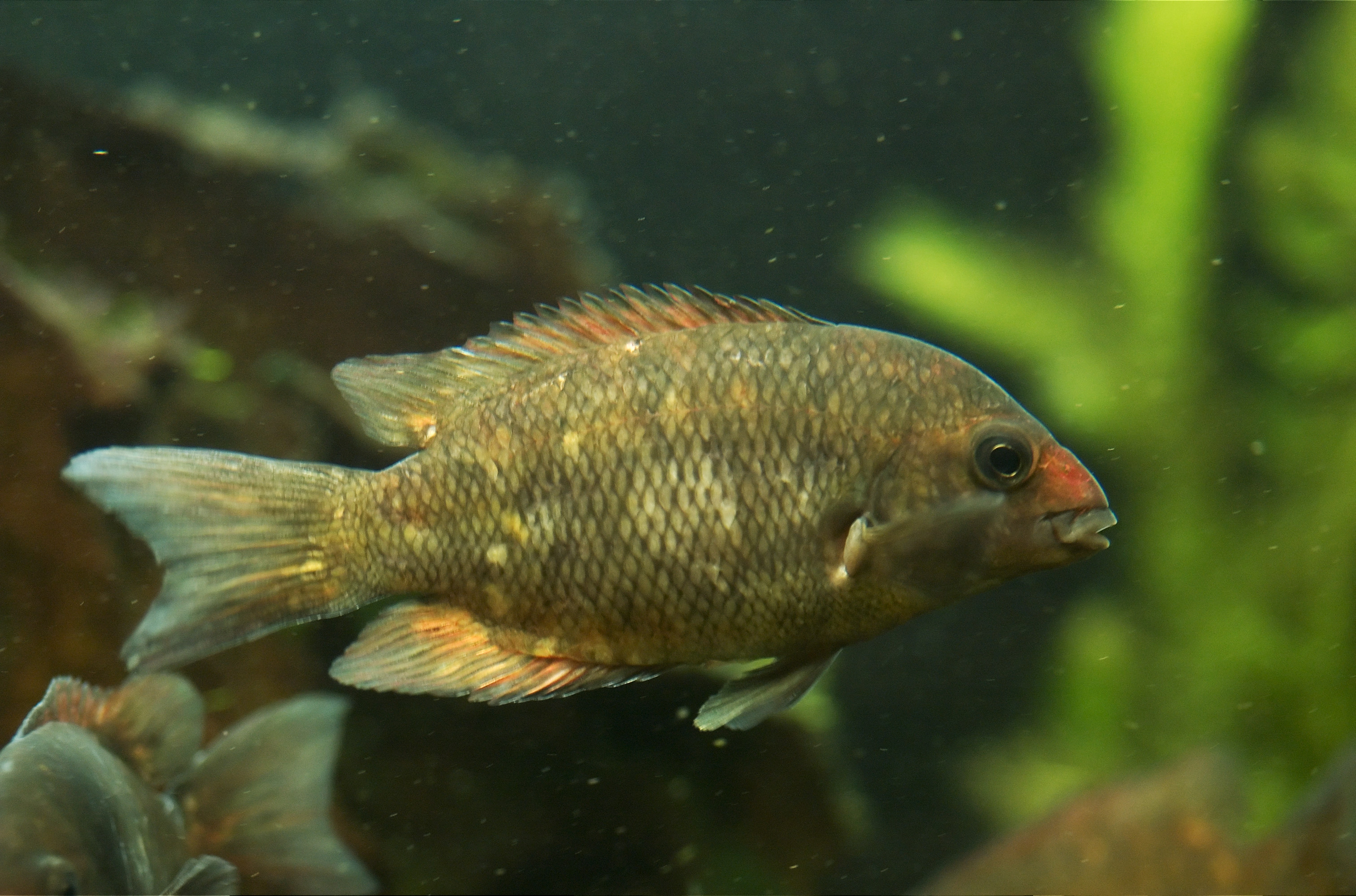
Paretroplus kieneri
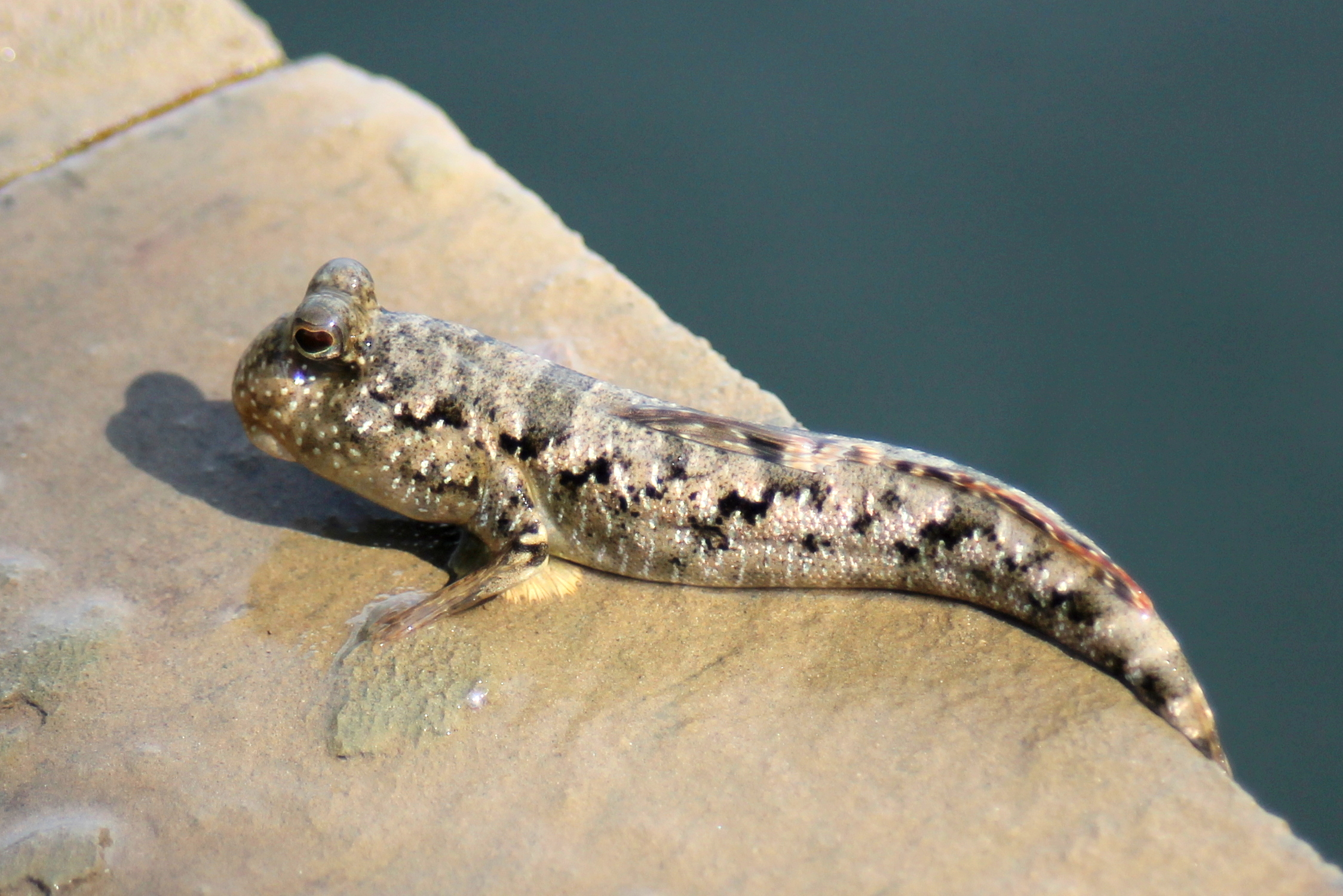
Periophthalmus argentilineatus

## Ongewervelden
Van de ruim 100.000 soorten insecten van Madagaskar is het overgrote deel endemisch. Door de geïsoleerde ligging van het eiland hebben sommige soorten zich op een curieuze manier ontwikkeld, zoals de langgenekte Trachelophorus giraffa. Het mannetje van deze keversoort heeft een uitzonderlijk lange nek, die hij gebruikt om te vechten en om wijfjes te imponeren. De komeetstaartvlinder, ook endemisch op Madagaskar, is de grootste nachtvlinder ter wereld.

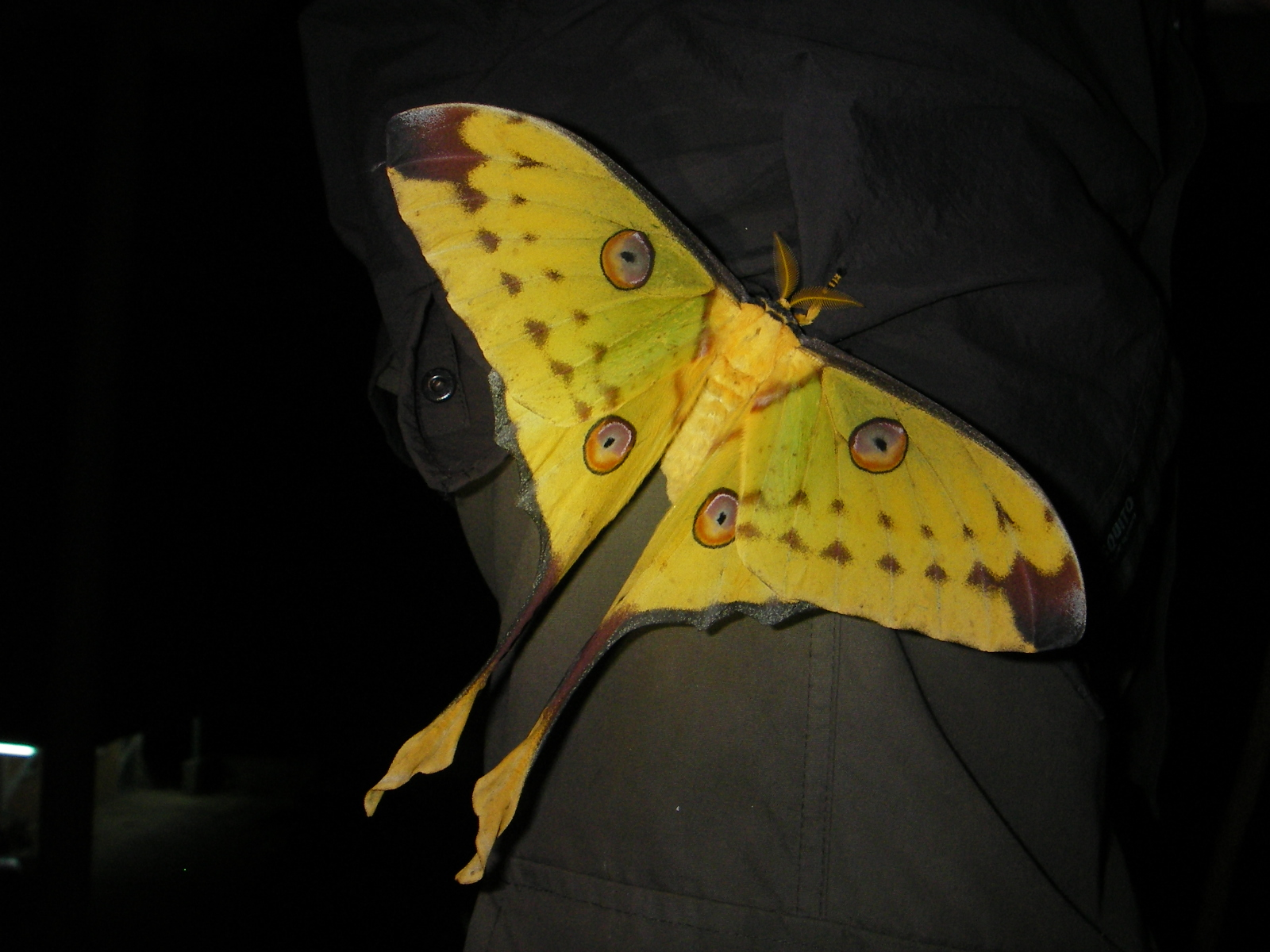
De endemische komeetstaartvlinder is een van de grootste nachtvlinders ter wereld.
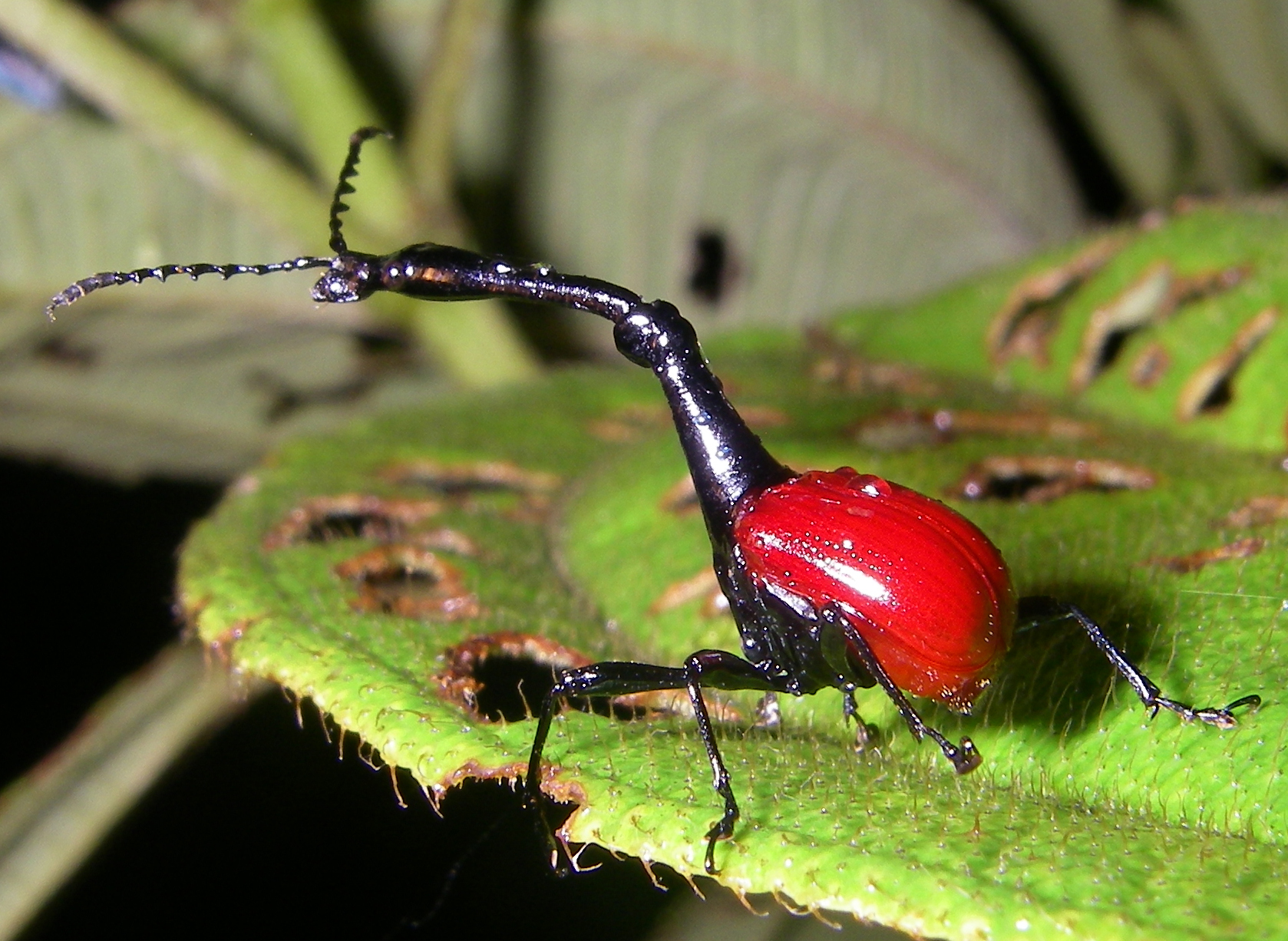
Trachelophorus giraffa
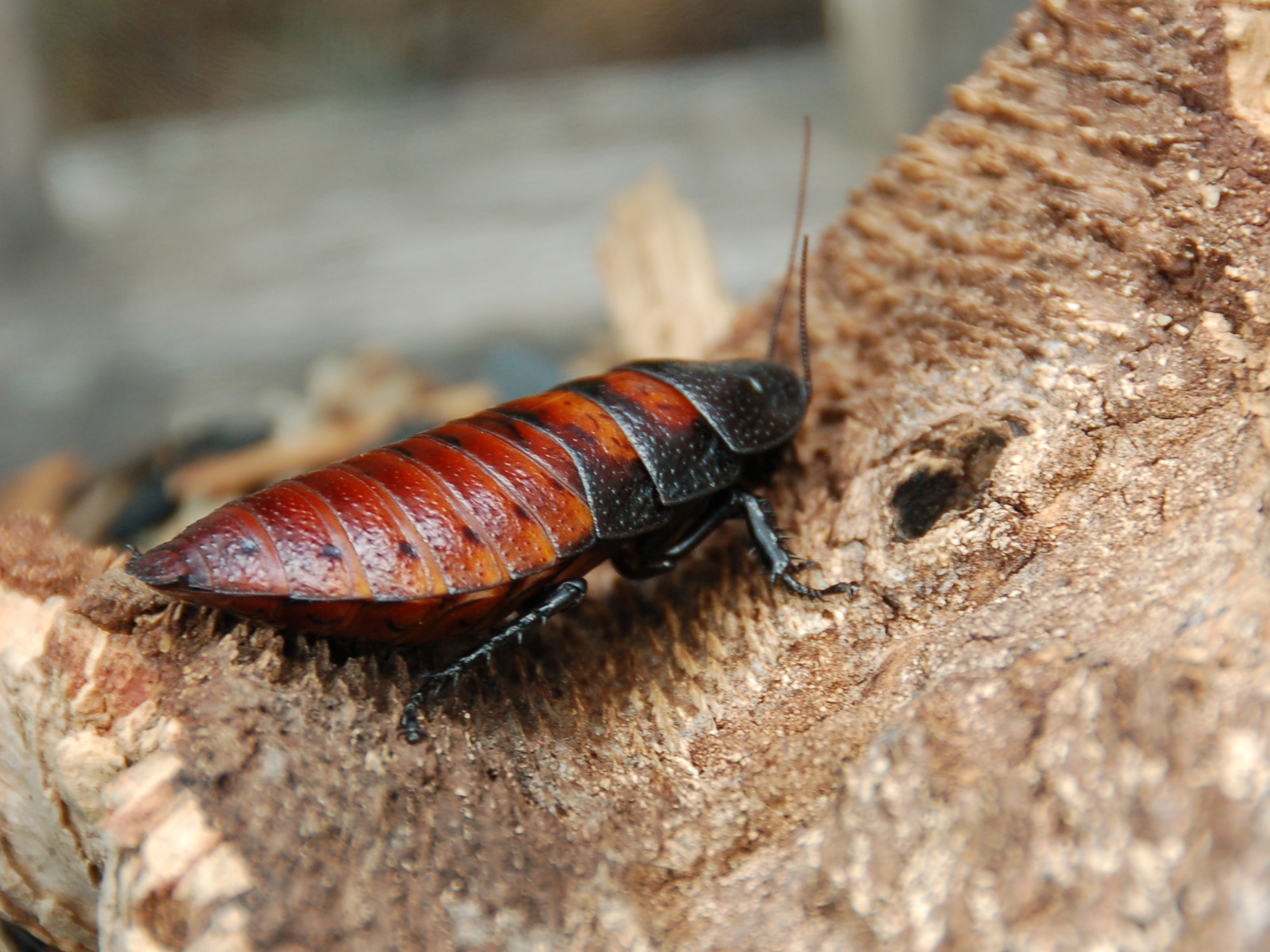
Sissende kakkerlak

Ruim 90% van de ruim 650 soorten spinnen op Madagaskar zijn nergens anders ter wereld te vinden.

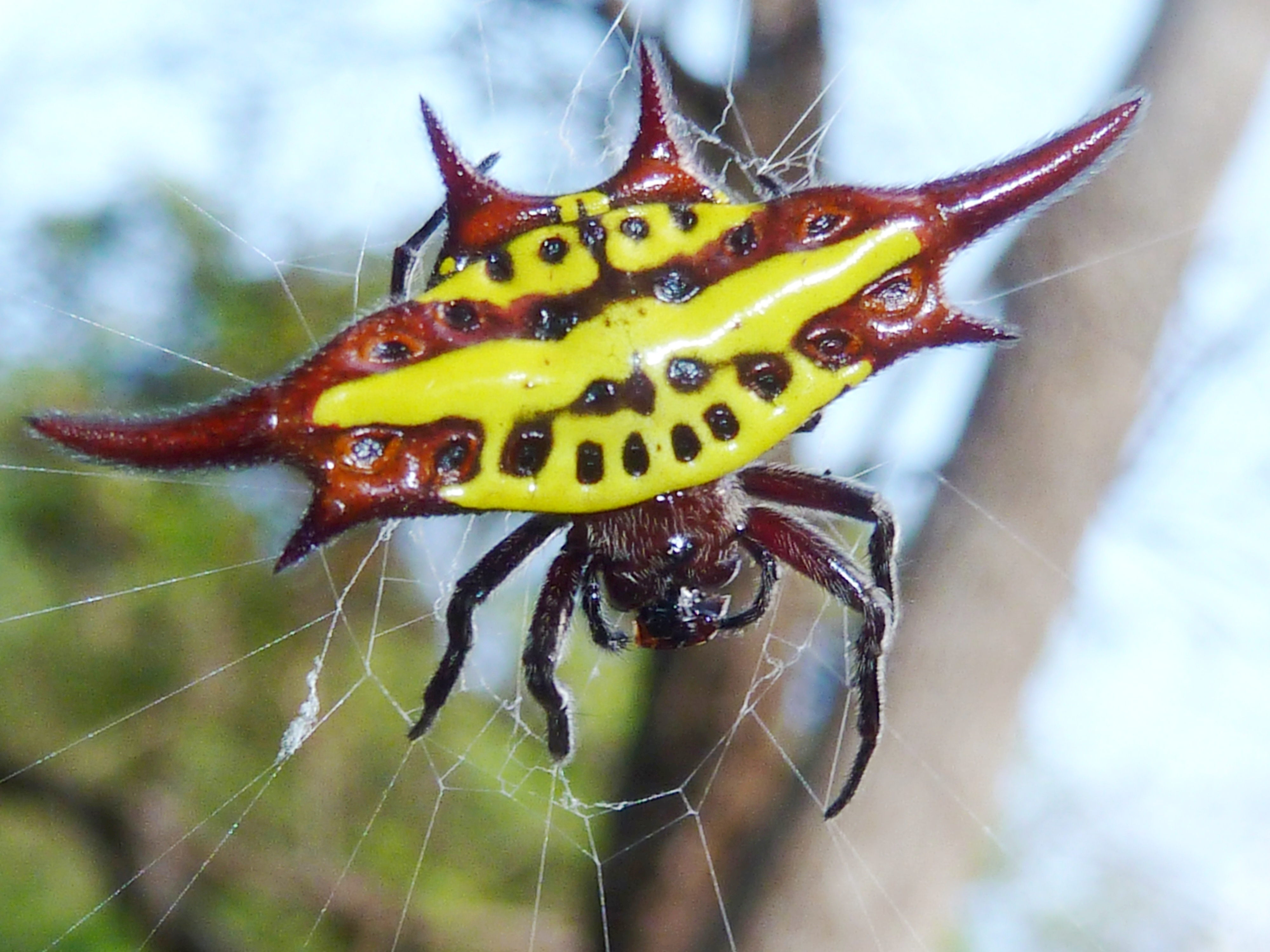
Gasteracantha versicolor
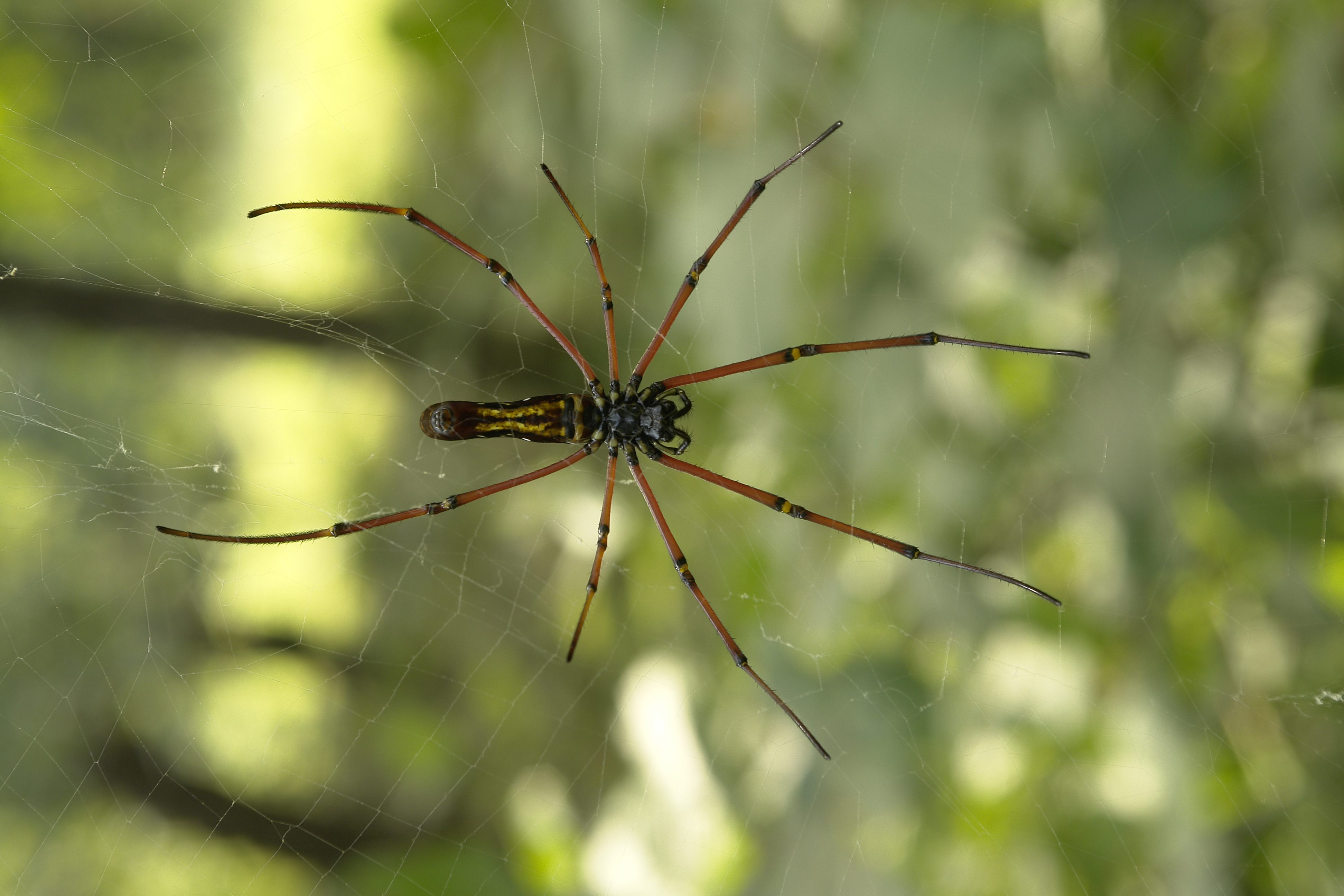
Nephila pilipes
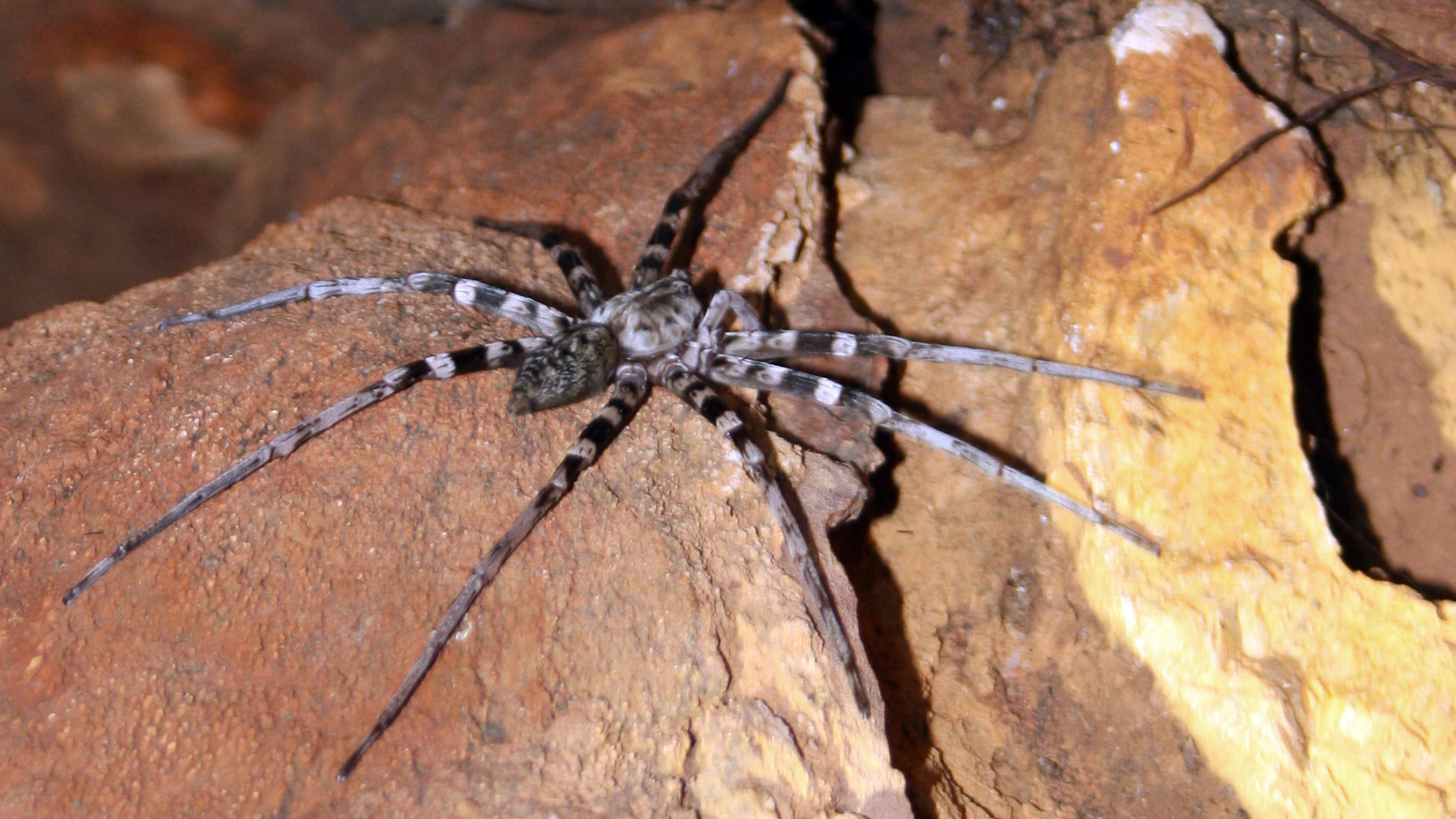
Viridasius fasciatus

In de tropische regenwouden van Madagaskar is er een grote biodiversiteit aan slakken te vinden. Ongeveer de helft hiervan vertoont overeenkomsten met slakken die op het vasteland van Afrika te vinden zijn. Ten slotte leven op het eiland bijna 40 verschillende soorten uit de onderorde Lumbricina, een diergroep waartoe ook de in Europa bekende regenworm behoort.

## Bedreiging

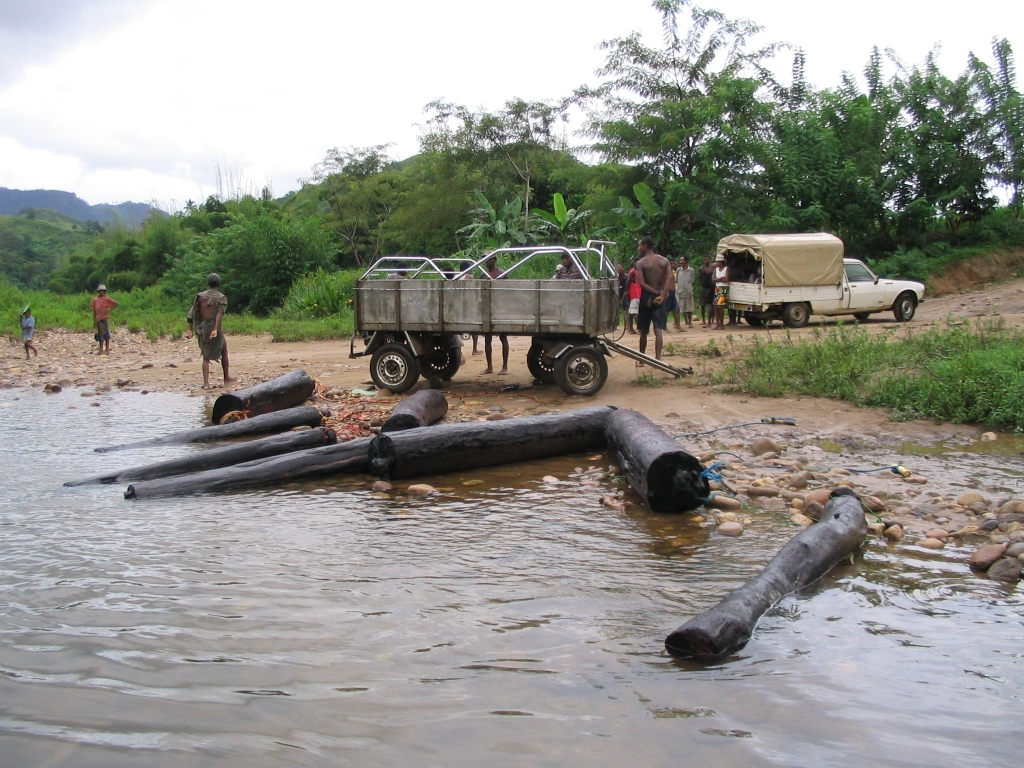
Illegale houtkap zorgt voor ontbossing van het nationaal park Marojejy.

De grootste bedreiging voor de fauna van Madagaskar is verlies van habitat. Door de ontbossing en de daaruit vloeiende verwoestijning heeft Madagaskar ruim 90% van zijn oorspronkelijke bossen verloren. Dit wordt voornamelijk veroorzaakt door ontbossing. Al vanaf hun eerste immigratie maakten de Malagassiërs vruchtbare landbouwgrond voor hun rijstvelden, koffieplantages en weidevelden voor vee door middel van brandlandbouw. Ook de handel in exotisch hout zorgt voor ontbossing.
Een andere bedreiging voor de fauna is de jacht. Zoogdieren, reptielen en vogels worden gedood voor voedsel of uit bijgeloof. Sommige diersoorten zijn namelijk fady (taboe) en worden gedood uit 'zelfbescherming'. Zo jagen sommige stammen op de aye-aye, omdat ze geloven dat hij 's nachts in de huizen kruipt en met zijn lange middelvinger de harten van zijn slachtoffers doorboort.
De minst bedreigde ecoregio's zijn het doornstruweel en de droge loofbossen van Madagaskar: dankzij de lage bevolkingsdichtheid is veel begroeiing intact gebleven en is er minder jacht op dieren.

## Bescherming
Fady werken in andere gevallen juist in het voordeel van de fauna van Madagaskar. Van sommige dieren wordt aangenomen dat het gereïncarneerde familieleden of dorpsgenoten zijn. Sommige Malagassiërs in de dunbevolkte gebieden geloven bijvoorbeeld dat met betrekking tot sifaka's, en bij de Betsileo bestaat het geloof dat familieleden na het overlijden in waterslangen transformeren. Andere fady komen voort uit het geloof dat bepaalde dieren mensen kunnen beschermen tegen onheil.

### Nationale parken en reservaten
Regionale fady zijn niet toereikend om de fauna van Madagaskar te beschermen. De jacht vormt namelijk niet de grootste bedreiging, maar de vermindering van het leefgebied. In 1990 werd daarom de organisatie Madagascar National Parks door de Malagassische regering opgericht, met als doel het duurzaam beheer en behoud van de nationale parken en reservaten. De ex-president Marc Ravalomanana beloofde in 2003 dat de regering met behulp van deze en andere organisaties (zoals World Wide Fund for Nature en Fauna and Flora International) de oppervlakte van de beschermde natuurreservaten en wildparken in Madagaskar wil verdrievoudigen. Madagascar National Parks heeft tegenwoordig 20 nationale parken, 3 natuurreservaten en 21 wildreservaten in beheer.

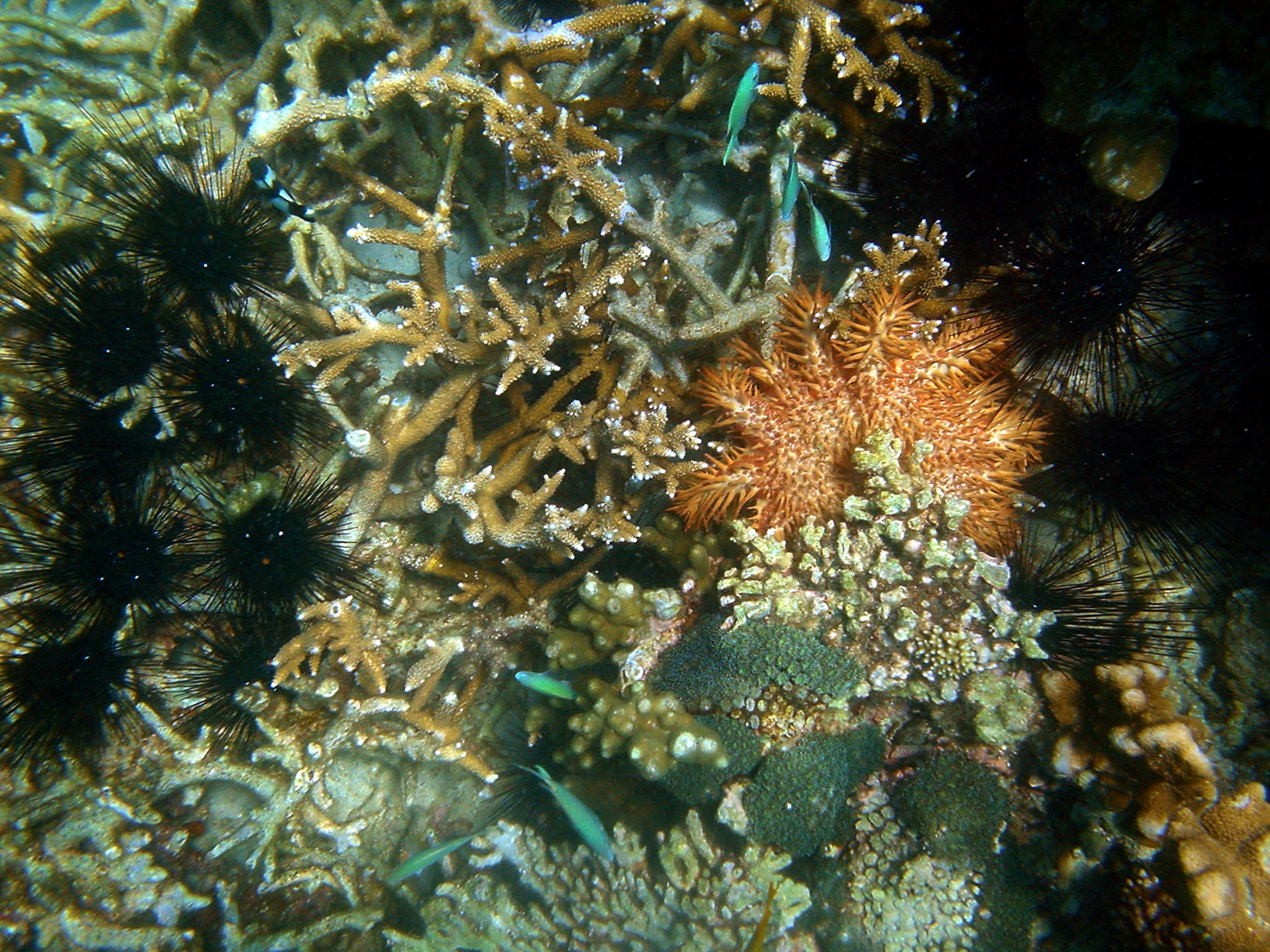
Koraalrif bij Madagaskar, met een doornenkroon en diadeemzee-egels

### Andere natuurbeschermingsorganisaties
In 1988 werd door de regering, het Duke Lemur Center van de Duke University in de Verenigde Staten en dierentuinen uit alle delen van de wereld de Madagascar Fauna Group opgericht. Deze organisaties legt zich toe op de bescherming van Madagaskars endemische diersoorten, onder andere door middel van natuurbehoud in samenwerking met Madagascar National Parks.
Andere natuurbeschermingsorganisaties in Madagaskar:
- Groupe d'Étude et de Recherche sur les Primates de Madagascar (GERP), verricht studie naar lemuren en zet zich in voor hun bescherming;[20]
- Bibikely Biodiversity Institute, verricht studie naar geleedpotigen en zet zich in voor hun bescherming;[21]
- Madagascar Biodiversity Center (MBC), werkt samen met het Bibikely Biodiversity Institute en bestudeerd Madagaskars biodiversiteit;[21]
- Velondriake, een gebied aan de kust in het zuidwesten van Madagaskar dat in samenwerking met diverse milieuorganisaties door de Vezo (een subclan van de Sakalava) wordt bestuurd.[22]